# Pio da Pietrelcina
Pio da Pietrelcina, noto anche come Padre Pio, al secolo Francesco Forgione (Pietrelcina, 25 maggio 1887 – San Giovanni Rotondo, 23 settembre 1968), è stato un presbitero, mistico e religioso italiano membro dell'Ordine dei Frati Minori cappuccini.
Beatificato nel 1999, è stato proclamato santo da papa Giovanni Paolo II nel 2002.
Tra le figure religiose in assoluto più popolari nel mondo cattolico, Padre Pio è «al centro di una devozione che ha pochi eguali nel mondo». È stato destinatario, ancora in vita, di una venerazione popolare di dimensioni imponenti, anche in seguito alla comparsa delle stigmate sul suo corpo a partire dal 1918 e alla fama di taumaturgo attribuitagli dai devoti; al contempo, è stato anche oggetto di aspre critiche in alcuni ambienti ecclesiastici e medico-scientifici.

## Biografia

### I primi anni (1887-1906)

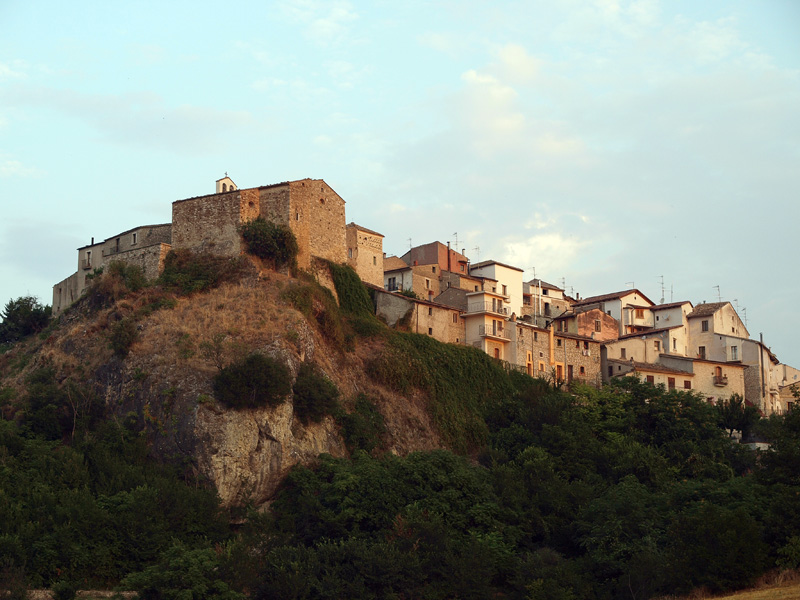
Pietrelcina, provincia di Benevento, luogo di nascita di Padre Pio

Francesco Forgione nacque il 25 maggio 1887 a Pietrelcina, un piccolo comune alle porte di Benevento, da una famiglia di proprietari terrieri, figlio di Grazio Maria (detto Orazio) Forgione (1860-1946) e Maria Giuseppa Di Nunzio (1859-1929). Fu battezzato il giorno successivo nella chiesa di Sant'Anna e gli venne dato il nome Francesco per desiderio della madre, devota a san Francesco d'Assisi. Il 27 settembre 1899 ricevette la comunione e la cresima dall'allora arcivescovo di Benevento Donato Maria Dell'Olio. La madre era una cattolica molto devota e le sue convinzioni ebbero una grande influenza sulla formazione religiosa del futuro frate, il quale non frequentò le scuole in maniera regolare perché doveva rendersi utile in famiglia lavorando la terra. Solo quando ebbe dodici anni cominciò a studiare assiduamente sotto la guida del sacerdote Domenico Tizzani, che, in un biennio, gli fece svolgere tutto il programma delle elementari. In seguito passò alla scuola per gli studi ginnasiali.
Il desiderio di diventare sacerdote fu sollecitato dalla conoscenza di un frate del convento di Morcone, fra' Camillo da Sant'Elia a Pianisi, che periodicamente si recava a Pietrelcina per raccogliere offerte. Le pratiche per l'entrata in convento furono iniziate nella primavera del 1902, quando Forgione aveva 14 anni, ma la prima domanda ebbe esito negativo; solo nell'autunno del 1902 arrivò l'assenso. Forgione sostenne di aver avuto una visione, il 1º gennaio 1903 dopo la comunione, che gli avrebbe preannunciato una continua lotta con Satana. La notte del 5 gennaio, l'ultima passata con la sua famiglia, dichiarò di aver avuto un'altra visione in cui Dio e Maria lo avrebbero incoraggiato assicurandogli la loro predilezione.
Il 22 gennaio dello stesso anno, a 15 anni, vestì i panni di probazione del novizio cappuccino, iniziando a usare il nome fra' Pio. Concluso l'anno del noviziato, fra' Pio emise la professione dei voti semplici (povertà, castità e obbedienza) il 22 gennaio del 1904. Nell'ottobre 1905 raggiunse San Marco la Catola per lo studio della filosofia. Nell'aprile 1906 si recò a Sant'Elia a Pianisi per gli studi ginnasiali. Si racconta che quell'anno la sangiovannese Lucia Fiorentino (1889-1934), mentre era assorta in preghiera, ebbe una "visione immaginaria" premonitrice dell'arrivo di Padre Pio a San Giovanni Rotondo.
Negli anni 1907-1908 fra' Pio compì il percorso scolastico nel convento di Serracapriola, dove era già stato in precedenza per alcuni giorni; vi arrivò in "gita di lavoro", con altri confratelli, dal convento molisano di Sant'Elia a Pianisi. In questo anno accademico ebbe come compagni di studio i fraticelli Clemente, Guglielmo e Leone da San Giovanni Rotondo e Anastasio da Roio; quest'ultimo abitava la cella accanto a quella sua. I cinque erano allievi del padre lettore Agostino da San Marco in Lamis. Riguardo al Pio "serrano", padre Agostino scrisse: «Conobbi Padre Pio da frate il 1907, quando l'ebbi studente in Teologia a Serracapriola. Era buono, obbediente, studioso, sebbene malaticcio...». «Pel continuo pianto» che faceva meditando sulla Passione di Cristo, fra' Pio «ammalò negli occhi». Quel suo pianto cessò nel convento di Serracapriola. Il Venerdì Santo del 1908 (17 aprile) nel convento serrano fra' Pio, già sofferente di "male toracico", fu ulteriormente colpito da una "emicrania" che continuò ad affliggerlo "per tutto il tempo" della permanenza a Serracapriola, impedendogli, a volte, di partecipare alle lezioni scolastiche. Nel convento di Serracapriola, oltre ai malesseri generali, fra' Pio patì anche la calura estiva dell'anno 1908: «... qui si sta un po' male», scriveva ai "carissimi genitori", a «cagione del caldo che in questi mesi è un po' eccessivo in questo paese. Non v'impensierite in quanto a ciò, perché sono miserie che l'uomo non può andarne esente...».

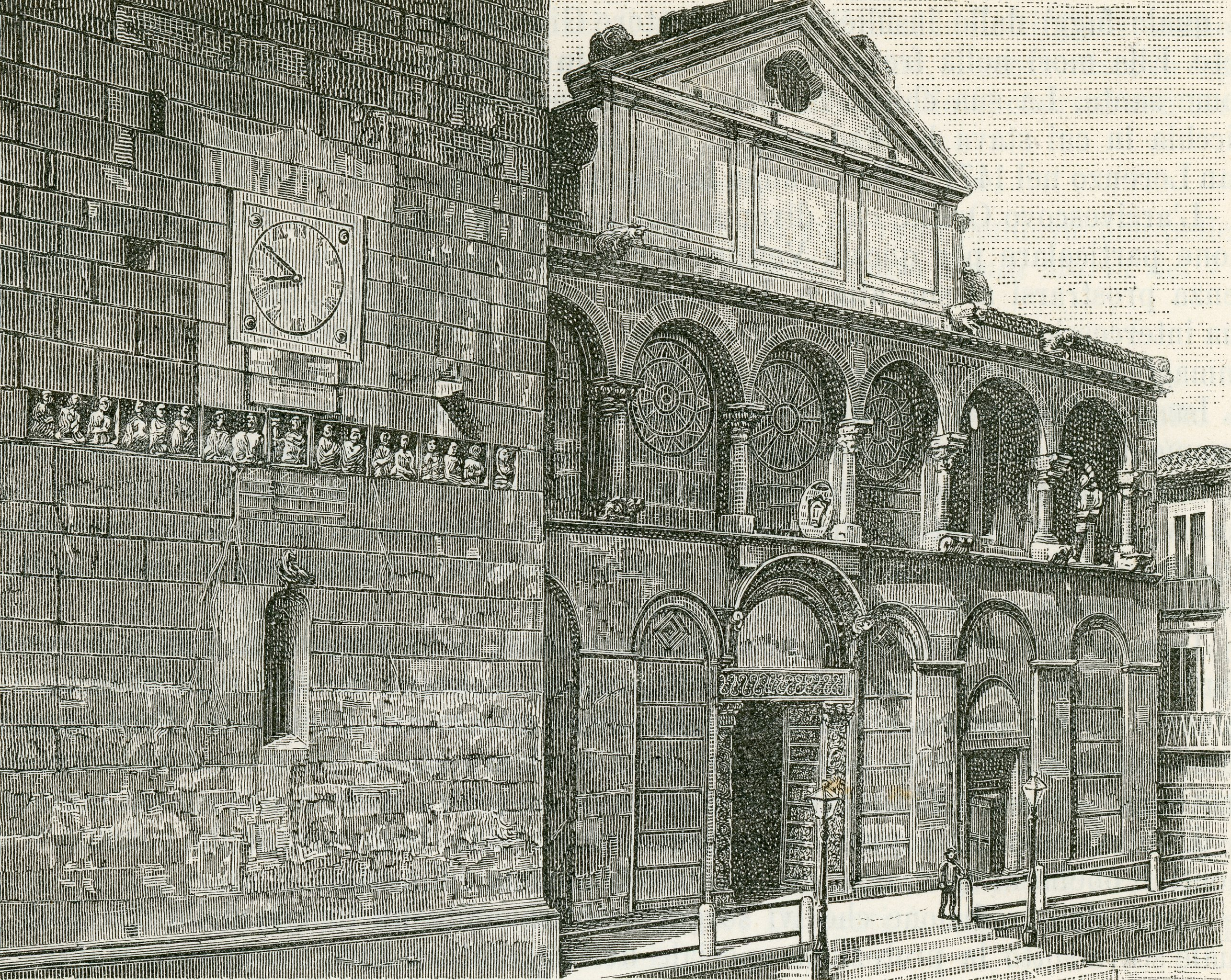
Il duomo di Benevento in una rappresentazione artistica, dove nel 1910 Padre Pio ricevette la consacrazione sacerdotale.

Quegli "infiniti affanni" fisici, causati "da una misteriosa malattia" che "galoppava", e l'inappetenza cronica del giovane allarmarono i Cappuccini di Sant'Angelo, i quali avevano in gestione il convento. Comunicando telegraficamente con Salvatore Pannullo, parroco di Pietrelcina, i frati convocarono Grazio Forgione, padre di fra' Pio, il quale, giunto a Serracapriola, trovò ospitalità nel convento. Con il padre, fra' Pio andò al suo paese per una vacanza di salute consigliata dal medico che lo aveva visitato.

### La consacrazione e la comparsa delle stimmate "provvisorie" (1907-1916)

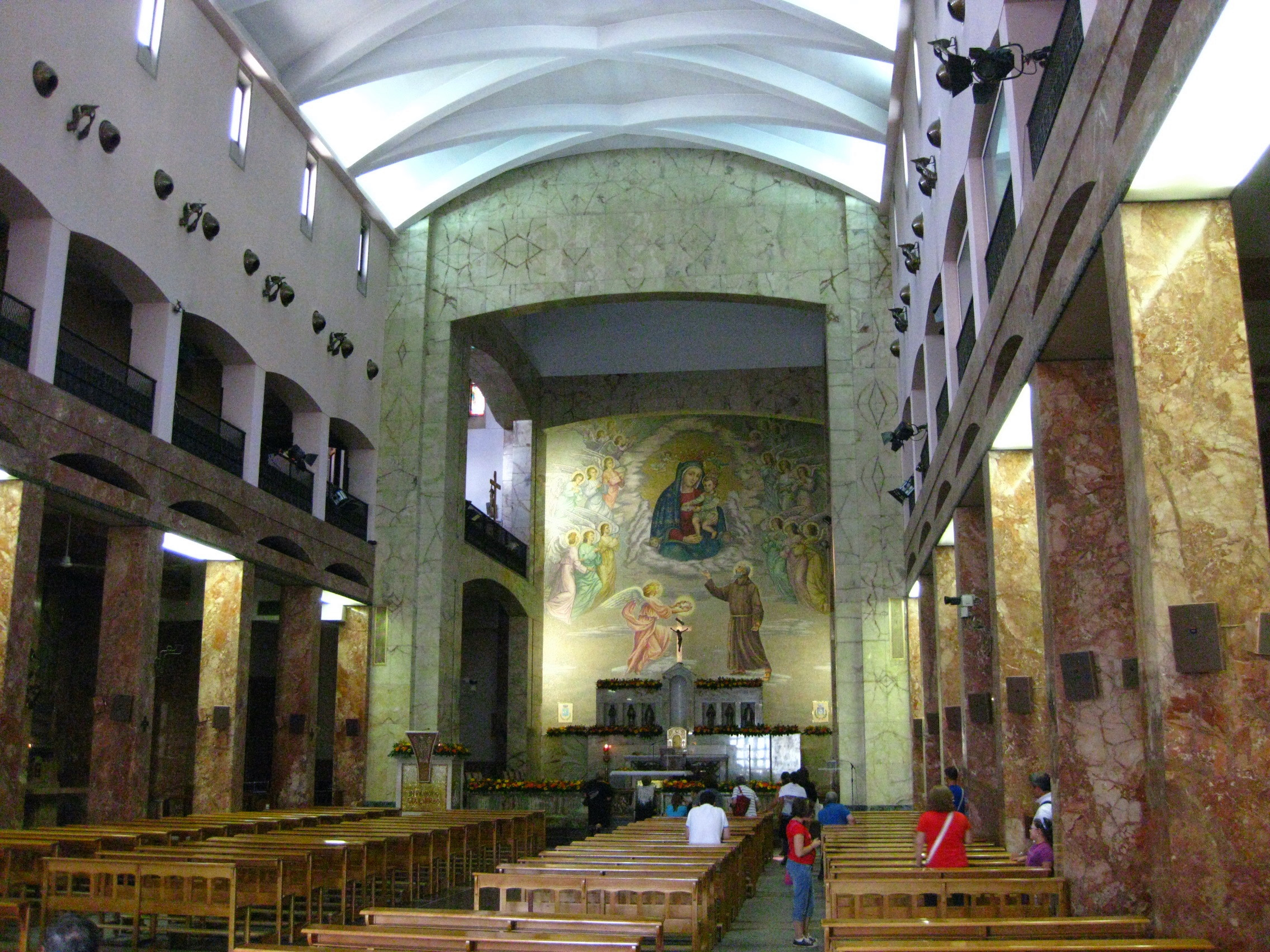
Interno della chiesa di Santa Maria della Grazie a San Giovanni Rotondo

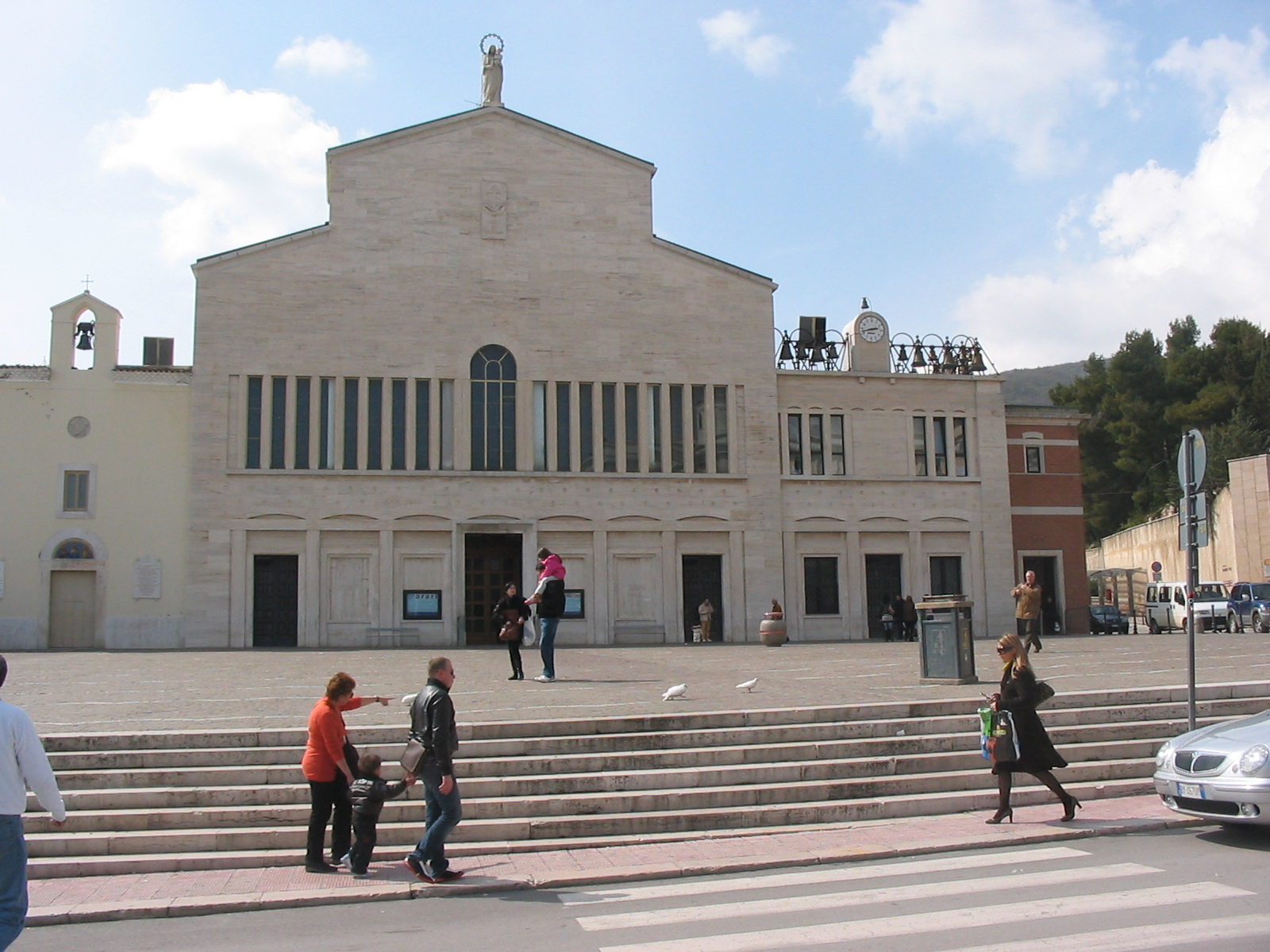
La chiesa-santuario di San Giovanni Rotondo

Ultimato il primo anno del corso di teologia a Serracapriola, fra' Pio proseguì il suo "benessere morale e scientifico" nel convento di Montefusco, in Irpinia, ove per i diversi insegnamenti erano lettori i padri Agostino da San Marco in Lamis, Bernardino da San Giovanni Rotondo, Bonaventura da San Giovanni Rotondo e Luigi da Serracapriola. Il 27 gennaio 1907 professò i voti solenni. Nel novembre del 1908, completati gli studi, si recò a Montefusco, dove studiò teologia. Il 18 luglio del 1909 ricevette l'ordine del diaconato nel noviziato di Morcone. Nei mesi di novembre e dicembre dello stesso anno risiedette nel convento di Gesualdo. Il 10 agosto 1910 fu ordinato sacerdote nel duomo di Benevento. Nonostante fosse ancora ventitreenne, il vescovo decise per un'eccezione alle disposizioni del diritto canonico, che all'epoca prevedevano un'età minima per l'ordinazione di 24 anni.
In tale periodo gli agiografi collocano la comparsa sulle sue mani delle "stimmate provvisorie". Fra' Pio ne diede comunicazione per la prima volta l'8 settembre 1911, in una lettera indirizzata al padre spirituale di San Marco in Lamis in cui il frate raccontava che il fenomeno andrebbe ripetendosi da quasi un anno e che avrebbe taciuto perché vinto «sempre da quella maledetta vergogna».. Il primo a essere informato delle stimmate fu il parroco di Pietrelcina, don Salvatore Pannullo. Padre Pio, infatti, recatosi la mattina successiva in Chiesa per la celebrazione della Messa raccontò tutto all'arciprete: «Zi' Tore, fatemi la carità, chiediamo a Gesù che mi tolga questa confusione. Voglio soffrire, morire di sofferenza, ma tutto nel nascondimento». E don Pannullo: «Figlio mio, io ti aiuto a pregare e a chiedere a Gesù che ti tolga questa confusione; però, se è volontà di Dio, devi piegarti a fare in tutto e dappertutto la sua volontà». È stato fatto notare che, nella corrispondenza del frate degli anni 1911-1913, esiste un gruppo di undici lettere (indirizzate a padre Agostino da San Marco in Lamis e a padre Benedetto da San Marco in Lamis) in cui ampie porzioni sono riprodotte letteralmente, senza citarli, dall'epistolario e da altri testi di Gemma Galgani, la prima santa stigmatizzata del XX secolo.
Il 7 dicembre 1911 fece ritorno a Pietrelcina per ragioni di salute, restandovi, salvo qualche breve interruzione, sino al 17 febbraio 1916, abitando nella casa del fratello Michele. Il 10 ottobre dello stesso anno fra' Pio rispose alle domande perentorie, rivoltegli da padre Agostino da San Marco in Lamis, affermando che avrebbe ricevuto le stimmate, «visibili, specie in una mano», e che, pregando il Signore, il fenomeno sarebbe scomparso, ma non il dolore che sarebbe rimasto «acutissimo»; sostenne inoltre che avrebbe subito quasi ogni settimana, da alcuni anni, la coronazione di spine e la flagellazione. Prestò il servizio militare a Benevento dal 6 novembre 1915. Un mese dopo venne assegnato alla decima compagnia sanità di Napoli. Svolse il servizio con molte licenze per motivi di salute, sino a essere definitivamente riformato tre anni più tardi, a causa di una «broncoalveolite doppia», il 16 marzo 1918, dall'ospedale principale di Napoli.

### Il pellegrinaggio a San Giovanni Rotondo e le stimmate "definitive" (1916-1919)
Il 17 febbraio 1916 fra' Pio giunse a Foggia, restandovi sette mesi circa e dimorando nel convento di Sant'Anna. La sera del 28 luglio, accompagnato da padre Paolino da Casacalenda, arrivò per la prima volta a San Giovanni Rotondo, nel convento di Santa Maria delle Grazie. Pur sentendosi meglio in tale luogo, dopo una settimana circa scese di nuovo a respirare l'aria afosa di Foggia, poiché il permesso chiesto al padre provinciale, anche se non necessario, tardava a venire. In ragione di ciò, il 13 agosto Pio scrisse al provinciale, chiedendo di poter «passare un po' di tempo a San Giovanni Rotondo», anche perché, a suo dire, Gesù gli avrebbe assicurato che là sarebbe stato meglio. Fra' Pio venne infine lasciato in tale convento, con l'ufficio di direttore spirituale del seminario serafico.

Nell'agosto del 1918 fra' Pio affermò di aver avuto delle visioni su di un personaggio che lo avrebbe trafitto con una lancia, lasciandogli una ferita costantemente aperta (transverberazione). Il 20 settembre, in seguito a un'ulteriore visione, Pio affermò che avrebbe ricevuto le "stimmate permanenti", cioè che stavolta non sarebbero andate più via - secondo parole che Gesù gli avrebbe rivolto - per i successivi cinquant'anni. Tali lesioni vennero variamente interpretate: come segno di una particolare santità, o come una patologia della cute (per es. piaghe da psoriasi), o come auto-inflitte. L'inizio del manifestarsi delle prime stimmate, le "provvisorie", risalirebbe al 1910, quando per la sua malattia il religioso aveva avuto il permesso di lasciare il convento e di tornare nella sua casa natale a Pietrelcina. Non distante dal paese, tutti i giorni, dopo aver celebrato la messa, si recava in una località detta Piana Romana, dove il fratello Michele aveva costruito per lui una capanna e dove aveva la possibilità di pregare e meditare all'aria aperta, che giovava molto ai suoi polmoni malati. Il fenomeno delle stimmate, rivelò al suo confessore, cominciò a manifestarsi proprio in quel luogo, nel pomeriggio del 7 settembre 1910, e si manifestò con maggior intensità un anno dopo nel settembre 1911, quando il frate scrisse al suo direttore spirituale:
Nello stesso periodo cominciarono a circolare voci secondo le quali la sua persona aveva cominciato a emanare un inspiegabile profumo di fiori, che non era percepito da tutti allo stesso modo: «Chi diceva di sentire profumo di rose, chi di violette, di gelsomino, di incenso, di giglio, di lavanda ecc.». La voce della comparsa delle stimmate fece il giro del mondo, e San Giovanni Rotondo divenne meta di pellegrinaggio da parte di persone che speravano di ottenere grazie.
I pellegrini gli attribuirono il merito di alcune conversioni e guarigioni "inaspettate", grazie alla sua intercessione presso Dio. La popolarità di Padre Pio e di San Giovanni Rotondo crebbe ancora grazie al passa-parola e la località dovette cominciare ad attrezzarsi per l'accoglienza di un numero di visitatori sempre maggiore. La situazione divenne imbarazzante per alcuni ambienti della Chiesa cattolica: la Santa Sede, infatti, non aveva notizie precise su cosa stesse realmente accadendo; le scarne informazioni ricevute ben si prestavano ad alimentare il timore di una macchinazione, di fatto movente interessi economici, eventualmente perpetrata sfruttando il nome della Chiesa. Un primo rapporto fu stilato dal Padre Generale dei Cappuccini, il quale a sua volta aveva inviato il medico romano Giorgio Festa. Questi ipotizzò una possibile origine soprannaturale del fenomeno, ma proprio il suo entusiasmo ne minò la credibilità. Si commissionarono perciò ulteriori indagini, molte delle quali (si dice) condotte in incognito.

### Le indagini e la condanna del Sant'Uffizio (1919-1932)

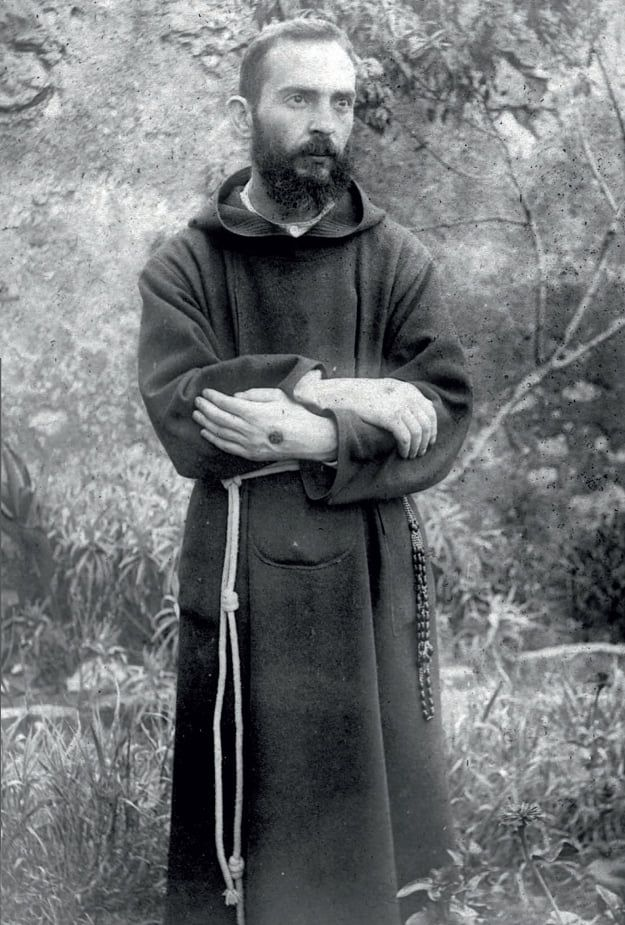
Un giovane Padre Pio

Un gran numero di medici visitò Padre Pio per verificare che non si trattasse di un millantatore. Il primo a studiarne le ferite fu il professor Luigi Romanelli, primario dell'ospedale civile di Barletta, per ordine del Padre superiore provinciale, nei giorni 15 e 16 maggio 1919. Nella sua relazione, fra le altre cose, scrisse: «Le lesioni che presenta alle mani sono ricoperte da una membrana di colore rosso bruno, senza alcun punto sanguinante, niente edema e niente reazione infiammatoria nei tessuti circostanti. Ho la certezza che quelle ferite non sono superficiali perché, applicando il pollice nel palmo della mano e l'indice sul dorso e facendo pressione, si ha la percezione esatta del vuoto esistente». Due mesi dopo, il 26 luglio, arrivò a San Giovanni Rotondo il professor Amico Bignami, ordinario di patologia medica all'Università di Roma. Le sue considerazioni mediche non si discostarono da quelle del professor Romanelli; in più, però, affermò che, secondo lui, quelle "stimmate" erano cominciate come prodotti patologici (necrosi neurotonica multipla della cute) ed erano state completate, forse inconsciamente per un fenomeno di suggestione, o con un mezzo chimico, per esempio la tintura di iodio.

Nel 1920 padre Agostino Gemelli, medico, psicologo e consulente del Sant'Uffizio, fu incaricato dal cardinale Rafael Merry del Val di visitare Padre Pio ed eseguire "un esame clinico delle ferite". Il Segretario del Sant'Uffizio, chiamato in causa per indagare l'attività del cappuccino, scelse il Gemelli, è dato supporre, sia per le sue conoscenze scientifiche, sia per i suoi studi specialistici sui "fenomeni mistici" che aveva condotti sin dal 1913. "Perciò - pur essendosi recato nel Gargano di propria iniziativa, senza che alcuna autorità ecclesiastica glielo avesse chiesto - Gemelli non esitò a fare della sua lettera privata al Sant'Uffizio una sorta di perizia ufficiosa su padre Pio". Il Gemelli volle esprimersi compiutamente in merito e volle incontrare il frate. Padre Pio mostrò nei confronti del nuovo investigatore un atteggiamento di chiusura: rifiutò la visita, chiedendo l'autorizzazione scritta del Sant'Uffizio. Furono vane le proteste di padre Gemelli, che riteneva di avere il diritto di effettuare un esame medico delle stimmate. Il frate, sostenuto dai suoi superiori, condizionò l'esame a un permesso da richiedersi per via gerarchica, disconoscendo le credenziali di padre Agostino Gemelli. Questi abbandonò dunque il convento, irritato e offeso. Padre Gemelli espresse quindi la diagnosi: 

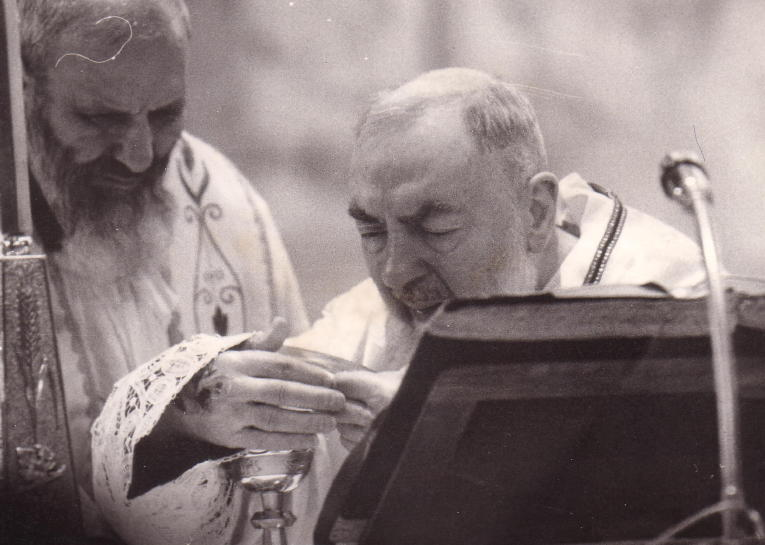
Padre Pio mentre celebra una messa

e più brevemente lo chiamò "psicopatico, autolesionista e imbroglione"; i suoi giudizi, che come si è visto non potevano contare sull'esame clinico rifiutatogli, avrebbero pesantemente condizionato, per l'autorevolezza della fonte, la vicenda del frate. Come risultato di queste vicende, il 31 maggio 1923, arrivò un decreto vero e proprio in cui si pronunciava la condanna esplicita. Il Sant'Uffizio dichiarava il non constat de supernaturalitate circa i fatti legati alla vita di Padre Pio ed esortava i fedeli a non credere al frate e a non andare in pellegrinaggio a San Giovanni Rotondo. La formula specifica utilizzata, nel linguaggio ecclesiastico, equivale ad asserire che al momento non erano stati evidenziati elementi sufficienti ad affermare la soprannaturalità dei fenomeni, pur non escludendo che possano esserlo in futuro.
Il decreto venne pubblicato da L'Osservatore Romano, organo di stampa del Vaticano, il 5 luglio successivo e subito ripreso dai giornali di tutto il mondo. Il 15 dicembre del 1924, il dottor Giorgio Festa chiese alle autorità ecclesiastiche l'autorizzazione a sottoporre il Padre a un nuovo esame clinico per uno studio ulteriore e più aggiornato, ma non l'ottenne. L'inchiesta sul frate si chiuse con l'arrivo del quinto decreto di condanna (23 maggio 1931), con l'invito ai fedeli a non considerare come sovrannaturali le manifestazioni certificate dal Gemelli, ma i più fedeli sostenitori di Padre Pio non considerarono il divieto di Roma vincolante. A Padre Pio venne vietata la celebrazione della messa in pubblico e l'esercizio della confessione.
Lo storico Luzzatto sottolinea che il Sant'Uffizio dovette scontrarsi, a San Giovanni Rotondo, con il forte slancio devozionale di stampo «clerico-fascista» che, fin dal 1920, raggruppava «pie donne ed ex combattenti, illustri porporati e massoni convertiti, mansueti cristiani e feroci squadristi», spalleggiati peraltro da Giuseppe Caradonna, presidente del Consiglio Provinciale della Capitanata. Contribuì, inoltre, ad allentare le pressioni del Vaticano il controverso faccendiere torinese Emanuele Brunatto, che si industriò per dimostrare la corruzione di alti prelati che denigravano il frate.

### La revoca delle restrizioni e le ulteriori indagini, fino alla morte (1933-1968)
Nel luglio del 1933 Papa Pio XI revocò le restrizioni precedentemente imposte a Padre Pio. Secondo alcuni, il Sant'Uffizio non ritrattò i suoi decreti. Tuttavia, secondo altre fonti, Pio XI avrebbe detto a monsignor Cornelio Sebastiano Cuccarollo O.F.M. che Padre Pio era stato "più che reintegrato", aggiungendo che "è la prima volta che il Santo Uffizio si rimangia i suoi decreti"; il Santo Uffizio avrebbe parlato di "una grazia speciale per l'anno santo straordinario". A San Giovanni Rotondo accorreva gente comune, ma anche personaggi famosi. Nel 1938 arrivò Maria José del Belgio, che volle farsi fotografare accanto a padre Pio. Giunsero i reali di Spagna, la regina del Portogallo in esilio, Maria Antonia di Borbone, Zita di Borbone-Parma, Giovanna di Savoia, Ludovico di Borbone-Parma, Eugenio di Savoia e tanti altri. Dopo la fine della seconda guerra mondiale il culto di Padre Pio come "santo vivente" iniziò a prosperare, complici le mutate condizioni socio-culturali del paese, il miglioramento della rete stradale e la progressiva trasformazione del frate in personaggio mediatico.
Nel 1950 il numero di persone che si volevano confessare presso il frate di Pietrelcina era talmente imponente che venne organizzato un sistema di prenotazioni. Il 9 gennaio 1940 era cominciata la costruzione del grande ospedale Casa Sollievo della Sofferenza, di cui padre Pio diventerà unico azionista. Papa Giovanni XXIII ordinò ulteriori indagini su Padre Pio, inviando monsignor Carlo Maccari: nello spirito del Concilio Vaticano II si voleva intervenire con decisione verso forme di fede popolare considerate arcaiche. All'inizio dell'estate 1960, Papa Giovanni fu informato da monsignor Pietro Parente, assessore del Sant'Uffizio, del contenuto di alcune bobine audio registrate a San Giovanni Rotondo. Da mesi Roncalli assumeva informazioni sulla cerchia delle donne intorno a Padre Pio e si era appuntato i nomi di tre fedelissime, Cleonice Morcaldi, Tina Bellone e Olga Ieci, più una misteriosa contessa. Il Papa annotò il 25 giugno 1960, su quattro foglietti rimasti inediti fino al 2007 e rivelati da Sergio Luzzatto:

Pasqua 1968: Padre Pio incontra monsignor Marcel Lefebvre a San Giovanni Rotondo

Padre Carmelo Durante da Sessano riporta una discussione che si sarebbe avuta tra l'arcivescovo di Manfredonia Andrea Cesarano e papa Giovanni XXIII, in cui il papa sarebbe stato "tranquillizzato" circa le questioni riguardanti Padre Pio: 
In quel periodo il superiore locale di Padre Pio era Padre Rosario da Aliminusa (al secolo Francesco Pasquale, 1914-1983), che ricopriva l'incarico di guardiano della comunità di San Giovanni Rotondo; Padre Rosario da Aliminusa, fermo custode delle regole dell'ordine, in diversi scritti testimoniò che Padre Pio non venne mai meno ai suoi doveri d'obbedienza; ne mise inoltre in risalto il rigore teologico. Il 30 luglio 1964, il nuovo papa Paolo VI comunicò ufficialmente, tramite il cardinale Ottaviani, che a Padre Pio da Pietrelcina veniva restituita ogni libertà nel suo ministero. Concesse anche l'indulto per continuare a celebrare, anche pubblicamente, la Santa Messa secondo il rito di San Pio V, sebbene dalla Quaresima del 1965 fosse in attuazione la riforma liturgica. Contemporaneamente, molteplici attività finanziarie gestite da Padre Pio passarono in gestione alla Santa Sede.
Padre Rosario da Aliminusa, inoltre, in relazione alla nomina - da parte della Santa Sede - di padre Clemente da Santa Maria in Punta quale amministratore apostolico destinato a gestire la situazione giuridico-economica dei beni della Casa Sollievo della Sofferenza, fu nominato procuratore generale dell'Ordine dei frati minori cappuccini, una delle massime cariche dell'ordine, incaricato, per la funzione, di mantenere i rapporti tra l'Ordine e la Santa Sede, cosa questa che favorì una ricomposizione della frizione che stava insorgendo in relazione alla gestione dei beni e delle donazioni: Padre Pio istituì nel suo testamento la Santa Sede quale legataria di tutti i beni della Casa Sollievo della Sofferenza. In tutto questo il frate, sebbene fosse di fatto divenuto molto facoltoso, continuò a condurre una vita semplice e a risiedere nella propria cella del convento, assistito da un ridotto novero di fedelissimi.
Padre Pio morì a San Giovanni Rotondo alle ore 2:30 di lunedì 23 settembre 1968, all'età di 81 anni, poche ore dopo aver detto la sua ultima messa nella chiesa di Santa Maria delle Grazie. Ai suoi funerali parteciparono più di centomila persone, giunte da ogni parte d'Italia. Ricevette sepoltura nella cripta di Santa Maria delle Grazie.

## I sospetti e il dibattito sulle stimmate
Se san Francesco d'Assisi fu il primo frate nella storia della Chiesa a essere stigmatizzato, Padre Pio fu presuntivamente il primo sacerdote a ricevere tale dono.
La vicenda di Padre Pio fu sempre accompagnata, da un lato, da manifestazioni di fede popolare ineguagliate per la loro intensità, e dall'altro da diffidenza anche da parte di alte personalità della Chiesa. Di Padre Pio si sospettava innanzitutto l'intenzione di ottenere vantaggi economici attraverso donazioni e lasciti innescati dalla mitizzazione della persona. Parimenti, i flussi di denaro riguardanti le iniziative culminate nella costruzione della Casa Sollievo della Sofferenza continuarono a essere oggetto di illazioni e di scontro con le gerarchie ecclesiastiche. Secondo la relazione di Carlo Maccari, le pezzuole apparentemente macchiate di sangue delle stimmate messe in commercio da donne del posto sarebbero invece state macchiate con sangue di gallina.

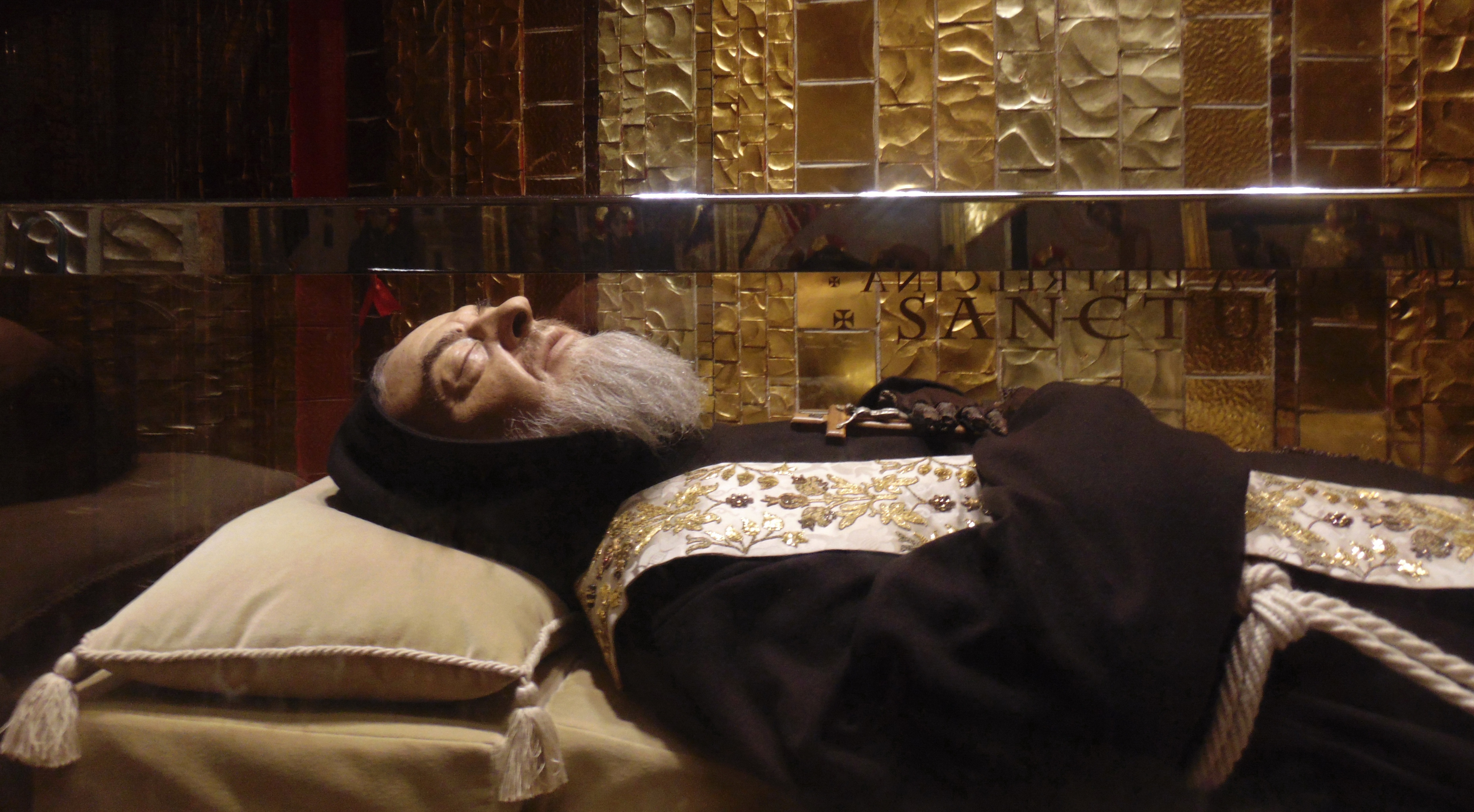
Le spoglie di Padre Pio nel Santuario di San Pio, a San Giovanni Rotondo. Il volto è in realtà una maschera di silicone che ne riproduce le sembianze.

Riguardo alle stimmate, alcuni rapporti medici indicarono una possibile causa non soprannaturale: il medico napoletano Vincenzo Tangaro, che incontrò Padre Pio ed ebbe cura di osservarne le mani, scrisse in un articolo pubblicato dal Mattino: «Le stimmate sono superficiali e presentano un alone dal colore caratteristico della tintura di iodio» e restò perplesso per la presenza nella cella del frate «di una bottiglia di acido fenico commerciale nero». Altri medici, osservando il fenomeno, non furono in grado di determinarne la causa con certezza, ma parlarono in ogni caso di un possibile fenomeno artificiale e/o patologico. A titolo d'esempio, il professor Amico Bignami, inviato dal Sant'Uffizio a esaminare le stimmate, scrisse nella sua relazione: «Le [stigmate]… rappresentano un prodotto patologico, sulla cui genesi sono possibili le seguenti ipotesi: a) determinate artificialmente o volontariamente; b) manifestazione di uno stato morboso; c) in parte il prodotto di uno stato morboso e in parte artificiale. Possiamo pensare che siano state mantenute artificialmente con un mezzo chimico, per esempio la tintura di iodio. Ho notato [...] una pigmentazione bruna dovuta alla tintura di iodio. È noto che la tintura di iodio vecchia diventa fortemente irritante e caustica».
L'ex abate della basilica romana di San Paolo, il teologo Giovanni Franzoni, riguardo al fenomeno delle stimmate di Padre Pio ricorda il giudizio negativo di padre Agostino Gemelli e le diagnosi cliniche di Luigi Cancrini, che parlavano d'«istrionismo pulsionale» e di «necessità di mettersi in mostra». Per quanto riguarda le ferite alle mani, Franzoni dichiarava: «Le stimmate sono una nota malattia della pelle. Le ho viste anche in persone che nulla avevano di santo. Padre Pio non è mai parso monastico e ritratto in se stesso, ma idolatrato e sovraesposto già da un'iconografia miracolistica». Nuovi dubbi sull'origine soprannaturale delle stimmate sono stati avanzati dallo storico Sergio Luzzatto in un saggio del 2007, che riporta la testimonianza del 1919 di un farmacista, il dottor Valentini Vista, e di una sua cugina, Maria De Vito, anch'ella titolare di una farmacia, ai quali Padre Pio ordinò dell'acido fenico e della veratrina, sostanze adatte per la loro causticità a procurare lacerazioni nella pelle simili alle stimmate. Quanto all'uso cui l'acido era destinato, il frate aveva detto che gli serviva "per la disinfezione delle siringhe occorrenti alle iniezioni che egli praticava ai novizi di cui era maestro"; la veratrina, invece, gli sarebbe servita per motivi di svago coi confratelli, poiché provoca starnuti.
Una risposta ai dubbi sollevati dall'inchiesta di Luzzatto è arrivata dai giornalisti Saverio Gaeta e Andrea Tornielli, che hanno consultato i documenti del processo canonico. Secondo Gaeta e Tornielli, la testimonianza della farmacista sarebbe poco attendibile, in quanto in realtà presentata in Vaticano dall'arcivescovo di Manfredonia Pasquale Gagliardi, dichiaratamente ostile a Padre Pio. I due giornalisti riportano inoltre la testimonianza del dottor Giorgio Festa, che esaminò le stimmate del frate il 28 ottobre 1919 e nella sua relazione scrisse che esse «non sono il prodotto di un traumatismo di origine esterna, e che neppure sono dovute all'applicazione di sostanze chimiche potentemente irritanti». A settembre 2009, in occasione di un convegno su Padre Pio a San Giovanni Rotondo, il professor Ezio Fulcheri, docente di anatomia patologica all'università di Genova e di paleopatologia all'università di Torino, ha invece dichiarato di aver esaminato molto materiale fotografico e documentario sulle stimmate di Padre Pio e su queste basi ha affermato:
Più recentemente lo psichiatra Luigi Cancrini, dell'Università La Sapienza di Roma, ha tentato di classificare Padre Pio secondo il DSM-IV (Manuale diagnostico e statistico dei disturbi mentali). Secondo questa teoria le stimmate sarebbero quindi particolari sintomi di "conversione somatica", ovvero la moderna definizione dei disturbi somatici generati da una patologia psichiatrica di tipo isterico.
Secondo le biografie che riportano le testimonianze di persone che ebbero modo di assistere di persona alla preparazione del corpo per la sepoltura, sulla salma di Padre Pio non ci sarebbe stata alcuna traccia delle stimmate. Queste testimonianze sono confermate dalle fotografie scattate al corpo del santo subito dopo la sua morte. A tal proposito il neurofisiopatologo Francesco D'Alpa, collaboratore dell'UAAR, ha fatto presente che le stimmate (anche quelle sui piedi e sul costato) erano già scomparse diversi mesi prima della morte di Padre Pio, come riferito, tra gli altri, da padre Marciano Morra (1929-2021), segretario generale dei Gruppi di Preghiera di Padre Pio, e non “miracolosamente” alla morte del religioso o nelle sue immediatezze, come invece riportato dalla maggior parte delle agiografie. Questa “verità” sarebbe stata taciuta per raggiungere determinati fini e per preservare un'interessata agiografia del frate.

## La presunta profezia su Giovanni Paolo II

Padre Pio. Dipinto ad olio, autore: Zbigniew Kotyłło.

A Padre Pio si attribuiscono parecchie profezie su futuri pontefici. Quella più nota, in realtà, non è mai stata accertata e riguarda Giovanni Paolo II. Karol Wojtyła conobbe Padre Pio nella primavera del 1947, quando era un giovane sacerdote polacco che studiava all'Angelicum e viveva a Roma nel Collegio Belga. Nei giorni di Pasqua Wojtyła si recò a San Giovanni Rotondo, dove incontrò Padre Pio, e secondo la leggenda il frate gli disse: «Tu diventerai papa, ma io vedo anche sangue e violenza su di te». Giovanni Paolo II, tuttavia, in ripetute occasioni, ha sempre negato di aver ricevuto detta predizione.
Tale profezia balzò per la prima volta agli onori delle cronache poco dopo l'attentato al papa avvenuto il 13 maggio 1981, quando Giuseppe Giacovazzo, a quel tempo direttore della Gazzetta del Mezzogiorno, pubblicò un editoriale intitolato: Sarai Papa nel sangue, gli disse Padre Pio, con occhiello: Una profezia su Wojtyła?. Il giornalista puntualizzava che la sua fonte era il corrispondente del Times Peter Nichols, che gliene avrebbe parlato nel 1980. La fonte del giornalista inglese era, a sua volta, "un benedettino vissuto anche in Italia" (che Nichols non sarebbe riuscito a rintracciare), il quale avrebbe saputo il tutto da un confratello, testimone diretto dell'episodio. Il commento del futuro pontefice sarebbe stato: «Dal momento che io non ho nessuna possibilità di diventar Papa, posso anche essere tranquillo per il resto. Ho una specie di garanzia che non potrà capitarmi mai niente di male». Il giorno precedente "il sunto" dell'articolo venne anticipato con un comunicato, diffuso anche dall'agenzia Ansa. Contemporaneamente alla Gazzetta, la profezia attribuita al santo cappuccino fu riportata da molti altri quotidiani e l'argomento venne tenuto vivo per oltre un mese dalla stampa.

## Le malattie

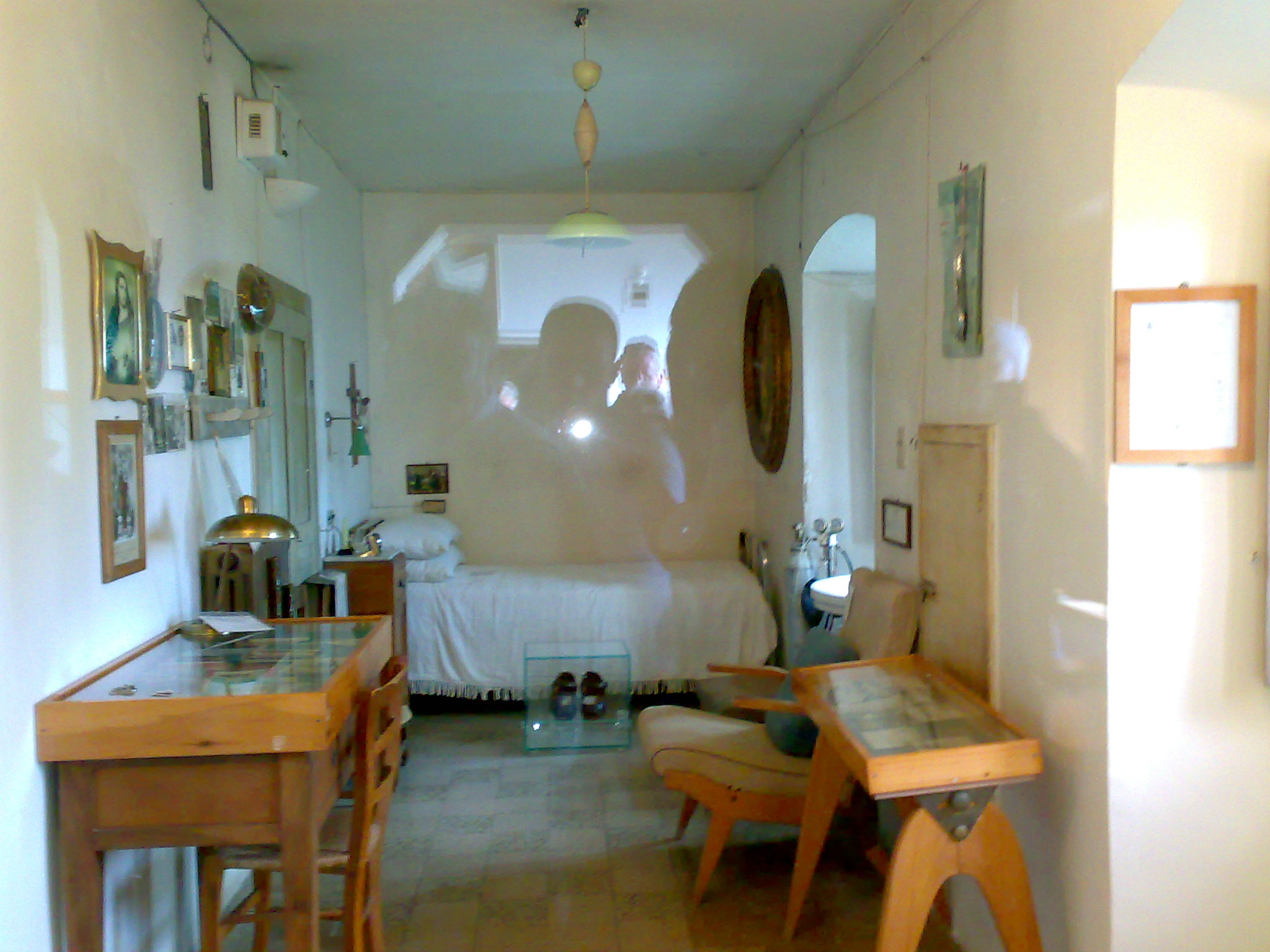
Cella di Pio, dove dimorò dal 1943 fino alla morte, avvenuta il 23 settembre 1968

Un elemento costantemente presente in tutta la vita di Padre Pio furono i numerosi problemi di salute. Nel diario di padre Agostino da San Marco in Lamis, direttore spirituale di Padre Pio, si legge che il giovane Forgione era affetto da vari malesseri già nel 1892, quando aveva solo 5 anni. A 6 anni venne colpito da una grave enterite, che lo costrinse a letto per un lungo periodo. A 10 anni si ammalò di febbre tifoidea. Nel 1904 fra' Pio venne inviato, con gli altri giovani che insieme a lui avevano superato l'anno di prova di noviziato, a Sant'Elia a Pianisi in provincia di Campobasso, per iniziare il periodo di formazione, e quasi subito cominciò ad accusare inappetenza, insonnia, spossatezza, svenimenti improvvisi e terribili emicranie; inoltre vomitava spesso e riusciva a nutrirsi soltanto con del latte, e per tali motivi non andò nel convento di Sicignano degli Alburni cui era stato destinato.
Gli agiografi raccontano che proprio in quel periodo, insieme ai malanni fisici, cominciarono a manifestarsi fenomeni, a detta dei testimoni, inspiegabili. Secondo i loro racconti, di notte, dalla stanza di fra' Pio si udivano provenire rumori del tutto inspiegabili in un ambiente del genere, come urla o ruggiti, mentre durante la preghiera il frate restava come intontito, quasi fosse assente (va ricordato, tuttavia, che fenomeni di questo tipo sono frequentemente descritti nelle agiografie di santi e mistici di ogni tempo e secondo la psichiatria contemporanea sono spiegabili come sintomi di psicosi o schizofrenia). Qualche confratello disse addirittura di averlo visto in estasi, sollevato da terra. Nel giugno del 1905 la salute del frate era talmente compromessa che i superiori decisero di mandarlo in un convento di montagna, nella speranza che il cambiamento d'aria gli facesse bene.
Le condizioni di salute, però, peggioravano, quindi i medici consigliarono di farlo tornare nel suo paese; anche qui però il suo stato di salute peggiorò continuamente. Negli anni giovanili Padre Pio fu anche colpito da "bronchite asmatica", di cui continuò a soffrire fino alla morte. Aveva anche una calcolosi renale grave, con coliche frequenti. Un'altra malattia molto dolorosa fu una specie di gastrite cronica, che poi si trasformò in ulcera. Soffrì di infiammazioni dell'occhio, del naso, dell'orecchio e della gola e infine di rinite e otite croniche. Nell'estate del 1915 il religioso dovette lasciare Pietrelcina per adempiere al servizio militare. Aveva svolto la visita di leva nel 1907 ed era stato dichiarato abile, ma lasciato a casa con un congedo illimitato; fu però richiamato, quindi il 6 novembre del 1915 si presentò al distretto militare di Benevento e venne assegnato alla Decima compagnia sanità di Napoli, con il numero di matricola 2094/25.
Dopo circa un mese, a causa dei continui disturbi di cui soffriva, venne mandato in licenza per 30 giorni. Tornato in servizio, fu sottoposto ad altre visite mediche e rimandato ancora in licenza per 6 mesi; trascorse questo periodo di licenza nel convento di Sant'Anna a Foggia, dove continuava a sentirsi male. Si decise quindi di spostarlo a San Giovanni Rotondo, sul Gargano, a 600 m di altezza, dove anche nei mesi caldi faceva relativamente fresco. Arrivò in questo convento il 28 luglio del 1916. A dicembre riprese il servizio militare, ma fu rimandato a casa per altri 2 mesi. Al rientro venne giudicato idoneo e destinato alla caserma di Sales a Napoli, dove rimase fino al marzo del 1917, quando dopo una visita all'ospedale di Napoli gli fu diagnosticata una "tubercolosi polmonare" accertata dall'esame radiologico e mandato a casa con un congedo definitivo.
Nel 1925 fu operato per un'ernia inguinale, e un po' dopo sul collo gli si formò una grossa cisti che dovette essere asportata. In seguito subì un altro intervento, questa volta all'orecchio, dove gli si era formato un epitelioma, che dall'esame istologico eseguito a Roma risultò trattarsi di una forma tumorale maligna. Dopo l'operazione Padre Pio fu sottoposto a terapia radiologica, che ebbe successo, sembra, in sole due sedute. Nel 1956 fu colpito da una grave "pleurite essudativa", malattia accertata radiologicamente dal professor Cataldo Cassano, che estrasse personalmente il liquido sieroso dal corpo del frate, rimasto a letto per 4 mesi consecutivi. Negli ultimi anni della sua vita il Padre fu infine tormentato dall'artrite e dall'artrosi.

### Le ipertermie
Un fenomeno misterioso che si sarebbe manifestato nel corpo di Padre Pio furono le febbri estremamente alte. Secondo quanto riportato da Renzo Allegri, tale evento sconcertò alcuni dei medici che in qualche modo si erano interessati alla sua salute. I primi a osservarle furono i medici dell'ospedale militare di Napoli durante una visita di controllo. La febbre era così alta che il termometro clinico non fu in grado di misurarla, in quanto fuori scala. In altre occasioni, sempre durante il periodo del servizio militare, sarebbero state rilevate nel corpo del frate temperature fino a 52 °C. Il primo a misurare con esattezza la temperatura corporea di padre Pio fu un medico di Foggia, quando il frate era ospite di un convento del luogo e continuava a non sentirsi bene. Il medico non riuscì a utilizzare il termometro clinico e ricorse a un termometro da bagno, che avrebbe registrato una temperatura di 48 °C.
Lo studio scientifico di quelle febbri altissime fu affrontato nel 1920 dal medico Giorgio Festa, che aveva sentito parlare di tale anomalia e riteneva il fenomeno clinicamente impossibile. Il dottor Festa iniziò a misurare al Padre la temperatura con metodo, due volte al giorno, diede ordine ai superiori del convento di procedere in modo analogo in sua assenza e stilò un rapporto secondo il quale, a giorni in cui la temperatura oscillava intorno a valori assolutamente comuni in tutti gli individui, tra i 36,2 e i 36,5 °C, si alternavano altri giorni in cui si evidenziavano picchi di temperatura a 48-48,5 °C. Quando era vittima di tali temperature elevate, il Padre appariva molto sofferente e agitato nel suo letto, ma senza il delirio e i disturbi che solitamente accompagnano episodi febbrili notevoli. Secondo Francesco Castelli, Padre Lorenzo da San Marco in Lamis, superiore dei Cappuccini di San Giovanni Rotondo, interrogato il 16 giugno 1921 dal Visitatore Apostolico, dichiarò di aver verificato a più riprese la temperatura di Padre Pio, alla presenza del dottor Francesco Antonio Gina e del dottor Angelo Merla, riscontrando successivamente 43 °C, 45 °C e 48 °C. Uno o due giorni dopo questi picchi di febbre tutto rientrava nel suo stato normale, e al terzo giorno il frate tornava nel confessionale.
Da un punto di vista medico-scientifico si tratterebbe di un fenomeno inspiegabile, in quanto temperature così elevate dovrebbero condurre in breve tempo alla morte: in generale, infatti, «la temperatura corporea più elevata considerata ancora compatibile con la vita è 42 °C anche se, per brevi periodi, è possibile sopravvivere a temperature più elevate, sino a 43 °C». Al contrario, viene riportato che dopo tali attacchi febbrili il frate, regolarmente, ritornava ad avere temperature corporee nella norma e riprendeva a svolgere i suoi compiti senza danni di alcun tipo. Il fenomeno delle ipertermie è oggetto di discussione e di diverse interpretazioni; ad esempio, secondo Pier Angelo Gramaglia, anche se Padre Pio «interpretava il fenomeno come un segno di inusuali esperienze mistiche», «in realtà l'ipertermia ha per lo più cause neuropatologiche e può accompagnare le reazioni emotive di individui che subiscono facilmente stati di dissociazione, perdendo nel delirio febbricitante conseguente il senso del limite tra fantasia allucinata e realtà. L'ipertermia provocava anche deliri, grida e crisi isteriche, sempre acriticamente intese quali esperienze soprannaturali e di eventi carismatici».

## La canonizzazione e i carismi

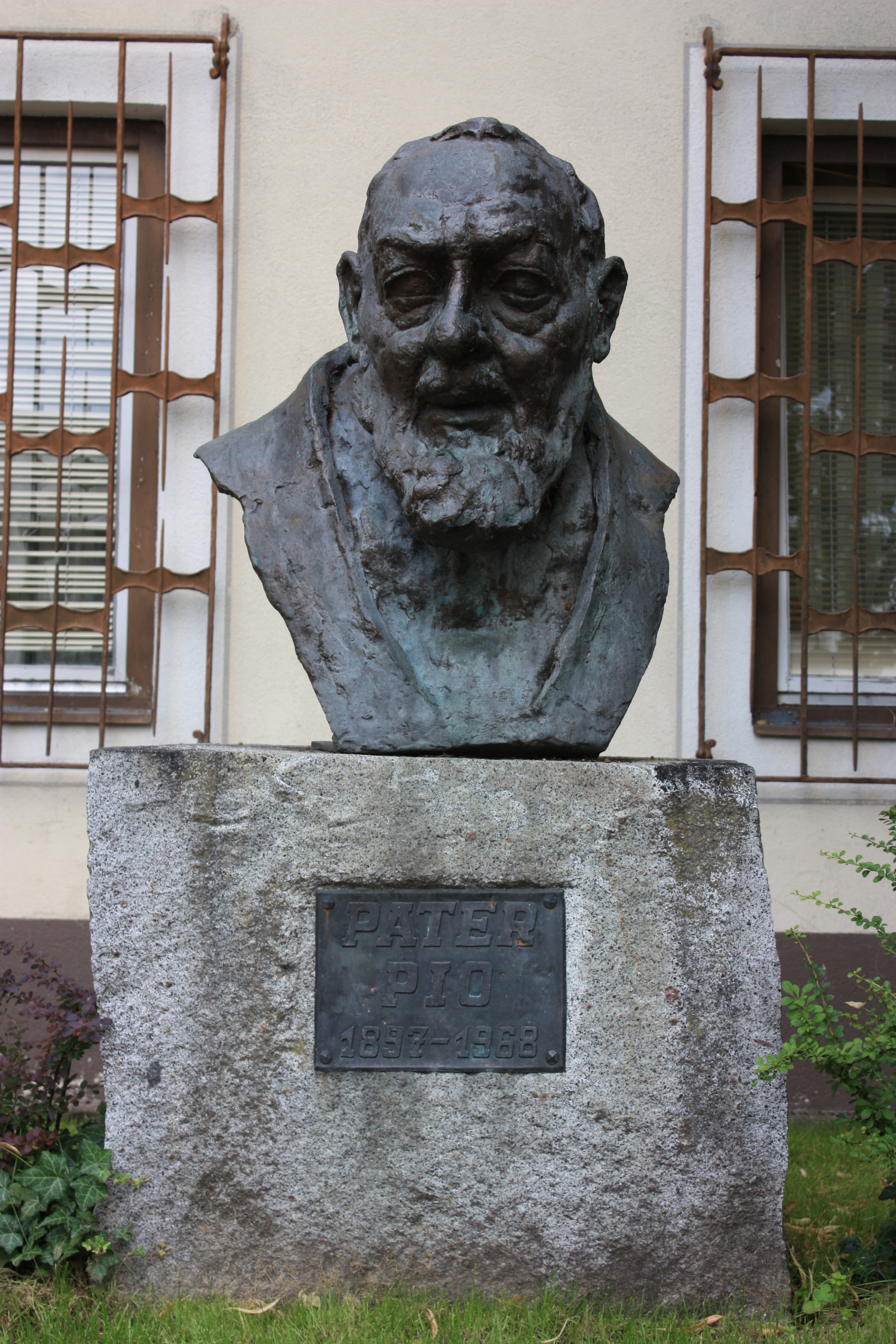
Busto di Padre Pio, esposto a Lienz

Le pratiche giuridiche preliminari del processo di beatificazione iniziarono un anno dopo la morte del frate di Pietrelcina, nel 1969, ma incontrarono molti ostacoli. Furono ascoltate decine di testimoni e raccolti 104 volumi di disposizioni e documenti e nel 1979 tutto il materiale fu inviato a Roma al vaglio degli esperti di Giovanni Paolo II. Il procedimento che portò alla canonizzazione ebbe inizio con il nihil obstat del 29 novembre 1982.
Il 20 marzo 1983, a quasi quindici anni dalla morte, iniziò il processo diocesano per la canonizzazione del Servo di Dio.
Il 18 dicembre 1997 Padre Pio venne proclamato venerabile, dichiarato beato il 2 maggio 1999 e proclamato santo il 16 giugno 2002 in piazza San Pietro da Giovanni Paolo II come San Pio da Pietrelcina. La sua festa liturgica viene celebrata il 23 settembre, anniversario della sua morte.

### I miracoli

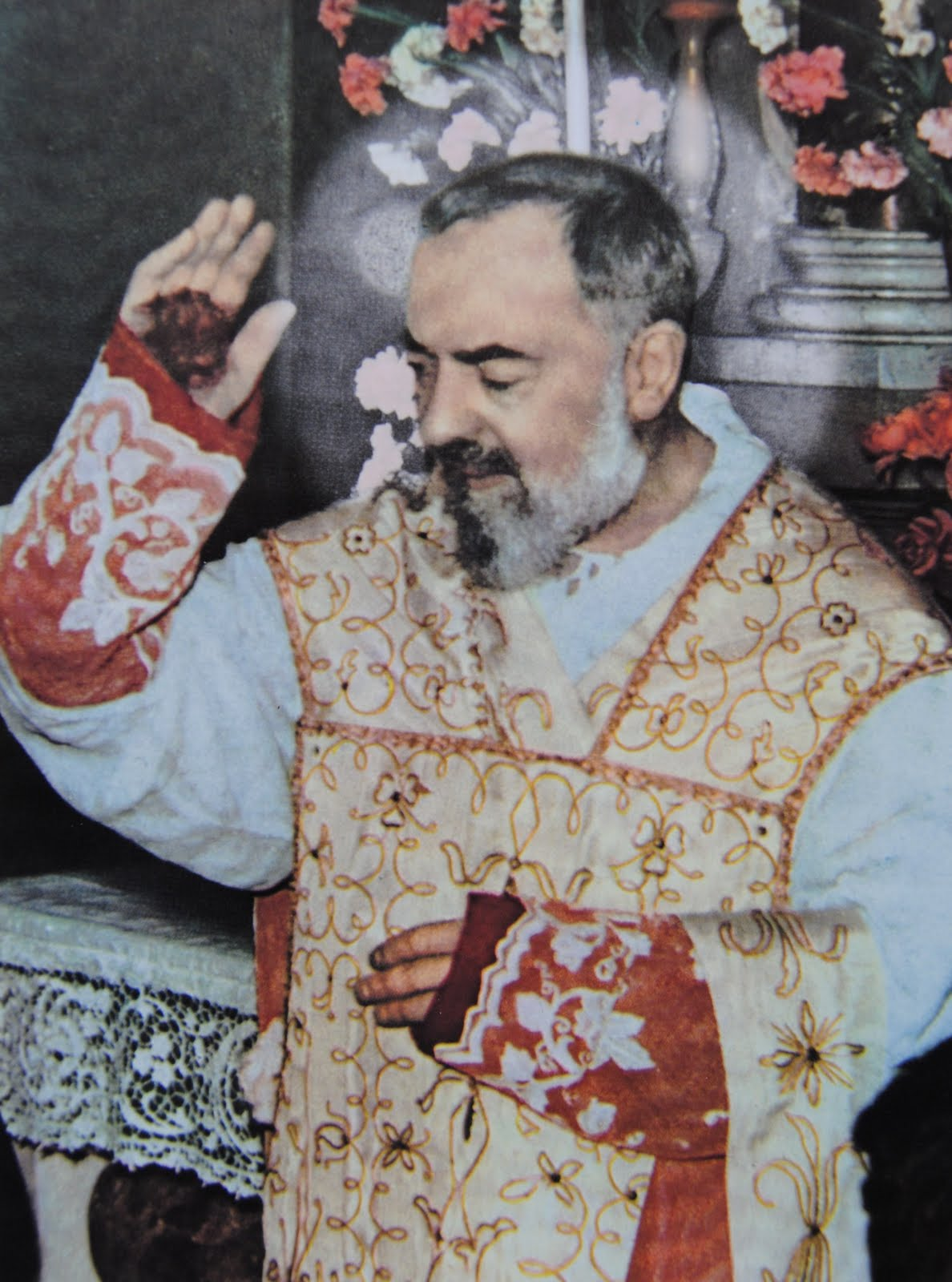
Immagine devozionale di Padre Pio durante una funzione religiosa: sono ben visibili le stimmate

Tra i segni miracolosi che gli vengono attribuiti vi sono le "stimmate", che avrebbe portato per quasi 58 anni in diverse fasi (a momenti alterni dal 1910 al 1917 e poi ininterrottamente dal 20 settembre 1918 fino a gran parte del 1968), il dono della bilocazione, la profezia, la lettura di menti e cuori (carisma noto come cardiognosi) e la percezione, da parte dei fedeli, di intensi profumi floreali di vario tipo (violetta, gelsomino, mughetto, rosa ecc.) come segno della sua presenza spirituale anche dopo la sua morte. Il carisma della lettura interiore veniva manifestato soprattutto durante le confessioni: Padre Pio arrivava a confessare anche per diciotto ore al giorno, si stima che abbia confessato circa 600.000 persone in 50 anni ed innumerevoli sono le testimonianze di coloro che dichiararono che il frate dimostrava di conoscere in anticipo i peccati che gli si sarebbero dovuti confessare.
Tra i molti miracoli attribuitigli, come la guarigione di Gemma Di Giorgi (una bambina siciliana guarita dalla cecità), ci sono anche quelli relativi alle guarigioni di Consiglia De Martino e Matteo Pio Colella, su cui sono stati celebrati i processi canonici che hanno portato Padre Pio prima alla beatificazione e poi alla canonizzazione.
Tra i casi di bilocazione che lo avrebbero visto protagonista c'è quello riferito da un altro sacerdote poi proclamato santo, don Luigi Orione, che riferì che nel 1925, mentre si trovava in piazza San Pietro per i festeggiamenti in onore della canonizzazione di Teresa di Lisieux, gli sarebbe apparso inaspettatamente Padre Pio, che in realtà, come successivamente appurato, quel giorno non aveva mai lasciato il convento di San Giovanni Rotondo.

### Il miracolo per la beatificazione
Per la beatificazione la Chiesa cattolica ha considerato miracolosa la guarigione di Consiglia De Martino, detta Lina, una donna nata a Salerno il 20 gennaio 1952, che il 1º novembre 1995, all'età di 43 anni, dopo aver compiuto un discreto sforzo fisico per assistere un parente malato, iniziò ad avvertire forti dolori e sensazioni di oppressione al petto e notò una grossa tumefazione nella zona sopra le clavicole. La donna si recò al pronto soccorso degli Ospedali Riuniti salernitani, dove venne ricoverata d'urgenza e le venne diagnosticata una rottura traumatica del dotto toracico, con lo sversamento di circa due litri di liquido linfatico; venne quindi programmato un intervento chirurgico, unica terapia possibile. Dal momento dell'arrivo in ospedale, la donna iniziò a rivolgere preghiere a Padre Pio, sia personalmente che tramite un frate del convento di San Giovanni Rotondo di sua conoscenza; secondo le sue dichiarazioni, mentre rientrava in corsia dopo gli esami diagnostici, avvertì un forte profumo di fiori, chiaramente non dovuto alle persone nelle vicinanze, che si sarebbe manifestato nuovamente durante i giorni del ricovero. Le sue condizioni cliniche migliorarono di colpo: già nella mattinata del 2 novembre non provava più sintomi, il 3 non presentava più la tumefazione e il 6, dopo ulteriori accertamenti, venne dimessa, in stato di totale benessere e senza essersi sottoposta ad alcuna terapia. La guarigione pressoché immediata, completa e senza ricadute, come evidenziato da successivi controlli, venne ritenuta non giustificabile scientificamente dai sanitari che prestarono assistenza alla De Martino, la quale disse di non considerarsi "solo una miracolata, ma anche una convertita, perché fino a quel momento non avevo mai dato troppa importanza alla Chiesa".

### Il miracolo per la canonizzazione
Ai fini della canonizzazione, la Chiesa cattolica ritiene necessario un secondo miracolo, dopo quello riconosciuto per la beatificazione: nel caso di Padre Pio è stata ritenuta miracolosa la guarigione di Matteo Pio Colella, all'epoca dei fatti un bambino di 7 anni, nato il 4 dicembre 1992 a San Giovanni Rotondo. Durante la mattinata del 20 gennaio 2000, mentre era a scuola, Matteo si sentì male; la madre Maria Lucia Ippolito lo portò a casa, dove i sintomi apparirono inizialmente come quelli di una normale influenza, ma in serata la situazione precipitò, in quanto il bambino non riconosceva più la madre e sul corpo gli erano comparse diverse macchie violacee, tipico sintomo della coagulazione intravascolare disseminata (CID). Il padre Antonio, urologo dell'ospedale Casa Sollievo della Sofferenza, voluto proprio da Padre Pio, lo accompagnò al pronto soccorso di tale struttura sanitaria, dove gli fu diagnosticata una meningite batterica fulminante. Ricoverato in rianimazione in coma farmacologico indotto, il giorno successivo Matteo peggiorò, venendo tracheotomizzato a causa di alcuni blocchi respiratori, sfiorando l'arresto cardiaco e presentando nove organi gravemente danneggiati, quando nella letteratura medica internazionale non erano mai stati registrati casi di sopravvivenza di pazienti con più di cinque organi compromessi.
In favore di Matteo si sviluppò una catena di preghiere rivolte a Padre Pio, a cominciare dai genitori, devoti del frate. Sia la madre che lo stesso Matteo, una volta uscito dal coma, riferirono di aver avuto visioni di Padre Pio; il bambino, in particolare, dichiarò di essersi trovato in compagnia di un anziano signore con la barba bianca vestito da frate, che identificò con certezza in Padre Pio quando gli venne mostrata un'immagine del futuro santo. Padre Pio avrebbe detto a Matteo che presto sarebbe guarito e lo avrebbe portato con lui in volo fino a Roma. Contrariamente a qualsiasi ragionevole previsione, il bambino cominciò a migliorare: il 27 gennaio venne sottoposto a una TAC al cervello che risultò perfettamente nella norma, il 31 gennaio riprese conoscenza, il 26 febbraio fu dimesso e dopo un altro mese di terapie riabilitative ricominciò a frequentare la scuola, con un successivo completo recupero psicofisico. La Consulta medica della Congregazione delle cause dei santi il 22 novembre 2001 dichiarò che "La guarigione, rapida, completa e duratura, senza postumi, era scientificamente inspiegabile".
Il decreto sul presunto miracolo fu promulgato il 20 dicembre 2001 alla presenza di papa Giovanni Paolo II, che procedette alla canonizzazione il 16 giugno 2002.

## I figli spirituali e i gruppi di preghiera
Numerosissimi sono i figli e le figlie spirituali di Padre Pio. Venivano scelti da lui direttamente o accettati fra quelli che volevano diventarlo. Requisito fondamentale era la perseveranza nella preghiera e nel bene, frutto di una vera conversione di vita. È figlio spirituale del frate chiunque senta di amarlo, di imitarne le virtù, di affidarsi alla sua intercessione. 
Tra i figli spirituali più conosciuti ci sono: Giorgio Festa, Francesco Morcaldi, Emmanuele Brunatto, Carlo Campanini, Enrico Medi, Beniamino Gigli, fra Daniele Natale, Giuseppina Morgera e Cleonice Morcaldi. Anche dopo la morte di Padre Pio è possibile diventare suoi figli spirituali.
Il 17 febbraio 1942 papa Pio XII lanciò un appello al popolo cristiano perché molti si riunissero a pregare insieme per la pace. Padre Pio esortò i suoi figli spirituali a rispondere alla chiamata, così nacquero i Gruppi di Preghiera, che da allora si sono diffusi nelle parrocchie, nei conventi, negli ospedali, e sono diventati più di tremila sparsi in tutti i continenti.

## Opere
Tra gli scritti di Padre Pio da Pietrelcina figurano i seguenti documenti in ordine cronologico e alcuni pubblicati postumi:
- Consigli, esortazioni di padre Pio da Pietrelcina tratti dai suoi scritti o ascoltati dalla sua viva voce, Palermo, Tip. A. Priulla, 1953.
- Tempo natalizio. Meditazioni, San Giovanni Rotondo, Casa sollievo della sofferenza, 1958.
- Esortazione del rev.mo Padre Pio da Pietrelcina ai suoi figli vicini e lontani..., San Giovanni Rotondo, Ediz. S. Maria delle Grazie, 1959.
- Padre Pio vi parla e vi benedice dal convento S. Maria delle Grazie in S. Giovanni Rotondo, San Giovanni Rotondo, F. Abresch, 1959.
- Lettere di Padre Pio, San Giovanni Rotondo, Casa sollievo della sofferenza, 1969.
- Lettere al padre spirituale, Roma, Pro sanctitate, 1970.
- Epistolario, 4 voll.:

Corrispondenza con i direttori spirituali, 1910-1922, San Giovanni Rotondo, Padre Pio da Pietrelcina, 1971; 1973; 1987.
Corrispondenza con la nobildonna Raffaelina Cerase (1914-1915), San Giovanni Rotondo, Padre Pio da Pietrelcina, 1975; 2000.
Corrispondenza con le figlie spirituali, 1915-1923, San Giovanni Rotondo, Padre Pio da Pietrelcina, 1977.
Corrispondenza con diverse categorie di persone, San Giovanni Rotondo, Padre Pio da Pietrelcina, 1984; 1991; 1998.
- Buona giornata!.... Un pensiero per ogni giorno dell'anno, San Giovanni Rotondo, "Padre Pio da Pietrelcina" Convento S. Maria delle Grazie, 1972.
- Componimenti scolastici, San Giovanni Rotondo, Edizioni Padre Pio da Pietrelcina, 1983.

## Padre Pio TV
Padre Pio TV, nata inizialmente come radio locale cattolica molisana, si è successivamente evoluta in network radiotelevisivo a diffusione nazionale (in tecnica digitale terrestre) e internazionale (via satellite), sotto l'egida della Fondazione Voce di Padre Pio. Il palinsesto include le celebrazioni che si svolgono nei luoghi sacri di San Giovanni Rotondo, oltre a programmi di informazione, attualità, cultura, catechesi, riflessione biblica e sulla figura di Padre Pio, al fine di promuoverne il magistero.

## Riesumazione

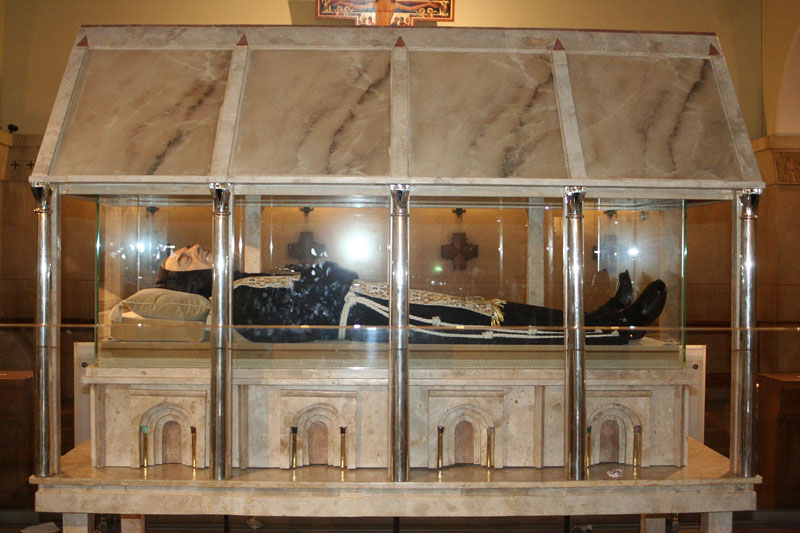
L'esposizione alla pubblica venerazione della salma di Padre Pio

Il 6 gennaio 2008, durante la messa nel santuario di Santa Maria delle Grazie, il vescovo Domenico D'Ambrosio annunciò che nel mese di aprile di quell'anno, in vista del quarantesimo anniversario della morte di Padre Pio, il corpo del santo sarebbe stato riesumato dalla cripta della chiesa per una ricognizione canonica e poi sarebbe stato esposto alla pubblica venerazione sino al mese di settembre 2009. Nella notte tra il 2 e il 3 marzo 2008 venne aperta la bara contenente il corpo di San Pio. Secondo le dichiarazioni del locale arcivescovo, le unghie e il mento erano ben conservati dopo quattro decenni, mentre altre parti del corpo erano visibilmente decomposte: al momento dell'apertura della cassa, il vetro protettivo superiore venne infatti trovato madido di umidità, probabilmente causata dalla non perfetta sigillatura del feretro e dalla presenza, nella fossa, di intonaco non perfettamente asciutto al momento della tumulazione. Al di là delle immagini riprese durante la cerimonia di apertura della tomba, nelle quali di fatto il corpo non è visibile, non sono state rese pubbliche ulteriori fotografie.

### Esposizione della salma
Dal 24 aprile 2008 al 23 settembre 2009 a San Giovanni Rotondo è stata esposta la salma di Padre Pio, all'interno di una teca di cristallo costruita appositamente. Essa in realtà è stata poco visibile: il volto, ben conservato solo nella parte inferiore, è stato ricoperto da una maschera di silicone che riproduceva le sembianze del frate. La salma poggiava su un piano di plexiglas forato e rivestito di tessuto. Al di sotto c'erano due contenitori in pvc pieni di gel di silice per la regolazione dell'umidità. Nella teca era stato immesso azoto per evitare ulteriori decomposizioni. Il 23 settembre 2009, nel quarantunesimo anniversario della morte, si concluse l'esposizione della salma con una solenne cerimonia.

### Traslazione della salma e ostensione permanente
Il 19 aprile 2010 la salma del santo è stata traslata nella cripta della nuova Chiesa di Padre Pio, progettata dall'architetto Renzo Piano, decorata con i mosaici del sacerdote gesuita sloveno Marko Ivan Rupnik e con le sculture dell'artista italiano Arnaldo Pomodoro e con il soffitto ricoperto di foglia oro, ricavato dalla fusione degli ex voto che i fedeli negli anni hanno donato a san Pio. La costruzione di tale luogo di culto è stata da alcuni criticata per il grande sfarzo, ritenuto contrario agli ideali cattolici ed in particolari a quelli dell'ordine francescano, al quale Padre Pio apparteneva. Dal 1º giugno 2013 la salma è permanentemente esposta alla pubblica venerazione. Folle di pellegrini, per fede o per semplice curiosità, salgono il monte Gargano alla ricerca del santo, fermandosi in preghiera nel luogo della sua presunta stimmatizzazione.

## Discografia

### Album
- Cinquant'anni di spine e rose (RCA Victor)
- Storia di una vittima d'amore
- 1997 - La vera voce di Padre Pio, le sue preghiere, i suoi discorsi
- La voce di Padre Pio

### Singoli
- 1959 - Padre Pio vi parla e vi benedice
- Preghiere recitate da P. Pio da Pietrelcina (Casa Giuseppe Vinelli)
- A Visit To Padre Pio (Marycord)
- Preghiera (Cetra)
- Santo per tutti (Phonotype Record)
- La santa benedizione officiata da P. Pio Da Pietralcina [sic] (Casa Giuseppe Vinelli)

## Influenza culturale

### Televisione
- Padre Pio da Pietrelcina - Film TV di Alberto Rondalli prodotto dalla Rai nel 1997.
- Padre Pio - miniserie televisiva in due puntate trasmessa da Canale 5 del 2000.
- Padre Pio - Tra cielo e terra - miniserie televisiva in due puntate prodotta da Rai del 2000.
- Padre Pio - film d'animazione per la televisione del 2006.
- Padre Pio da Pietrelcina - Il crocifisso senza croce - documentario del 2007 diretto da Massimo My.
- Padre Pio - La storia di un santo - documentario del 2008 della serie La grande storia trasmesso da Rai 3.
- Padre Pio S.p.A. - documentario del 2009 trasmesso da Current TV.
- Da Pietrelcina - L'altro Padre Pio, il programma di Tv2000, a cura del giornalista Luigi Ferraiuolo, con la più grande inchiesta su Padre Pio e i suoi luoghi di formazione in tv del 2013.

### Cinema
- La notte del profeta - Padre Pio da Pietrelcina - film del 1995.
- Padre Pio - film del 2022 diretto da Abel Ferrara.
- Saint Pio of Pietrelcina: Man of Hope and Healing: film del 2024 con la regia e produzione esecutiva di Joe Mantegna, finanziato da EWTN e dalla Saint Pio Foundation.[117]

## Galleria d'immagini

Sculture e altari di Padre Pio nel mondo
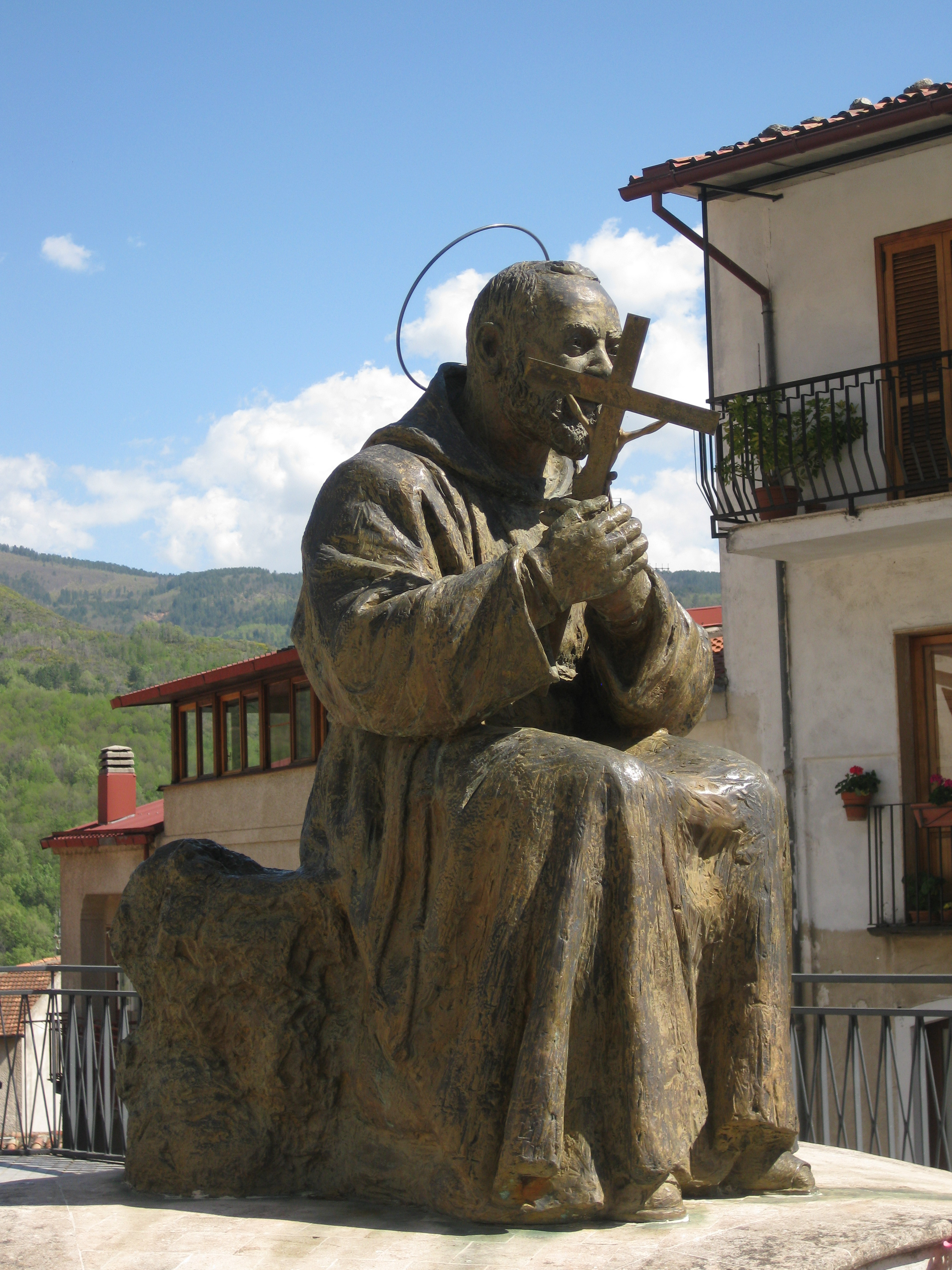
Scultura di Padre Pio a Pedace.
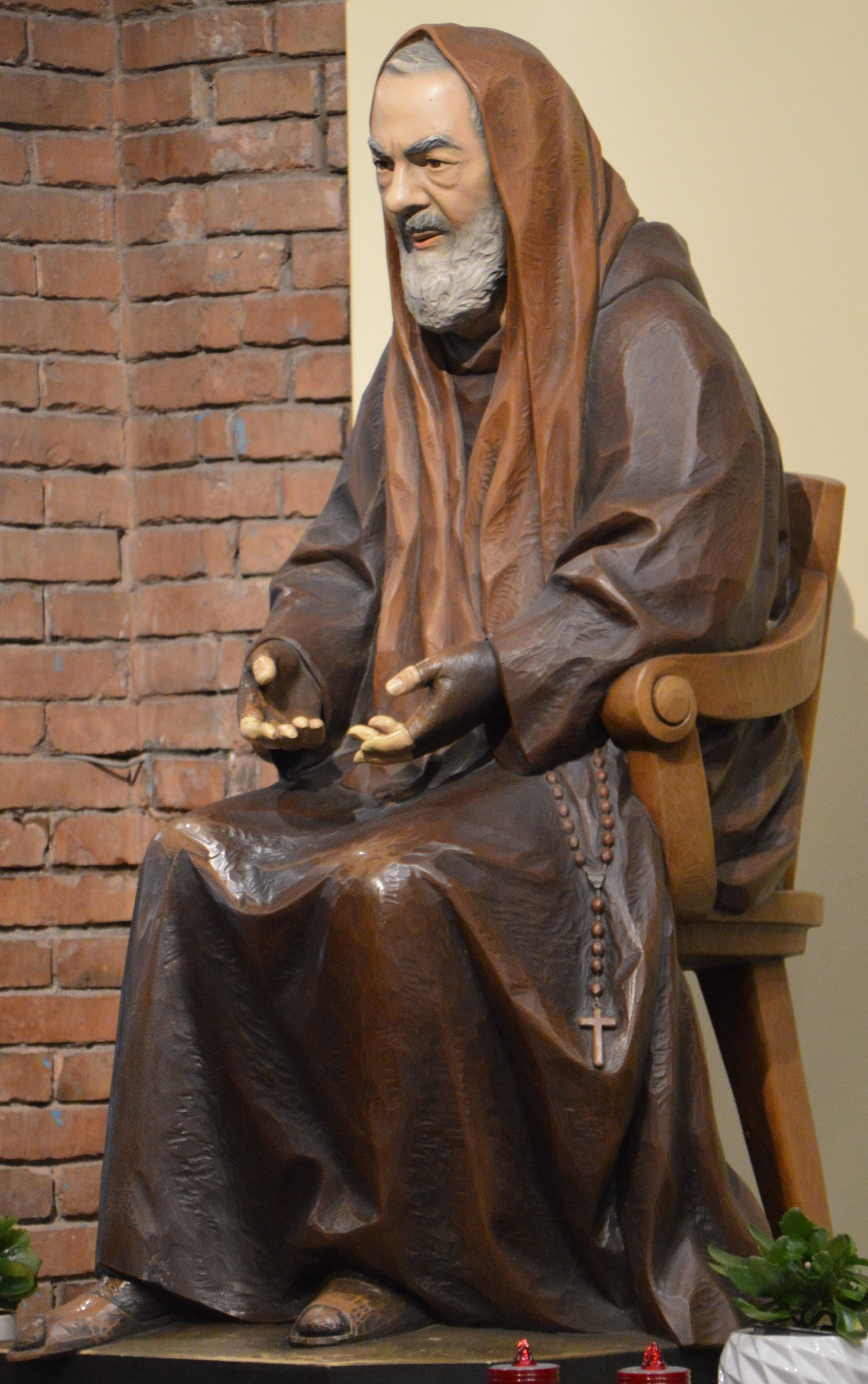
Scultura di Padre Pio nella Chiesa di Sant'Antonio di Padova (Terni).
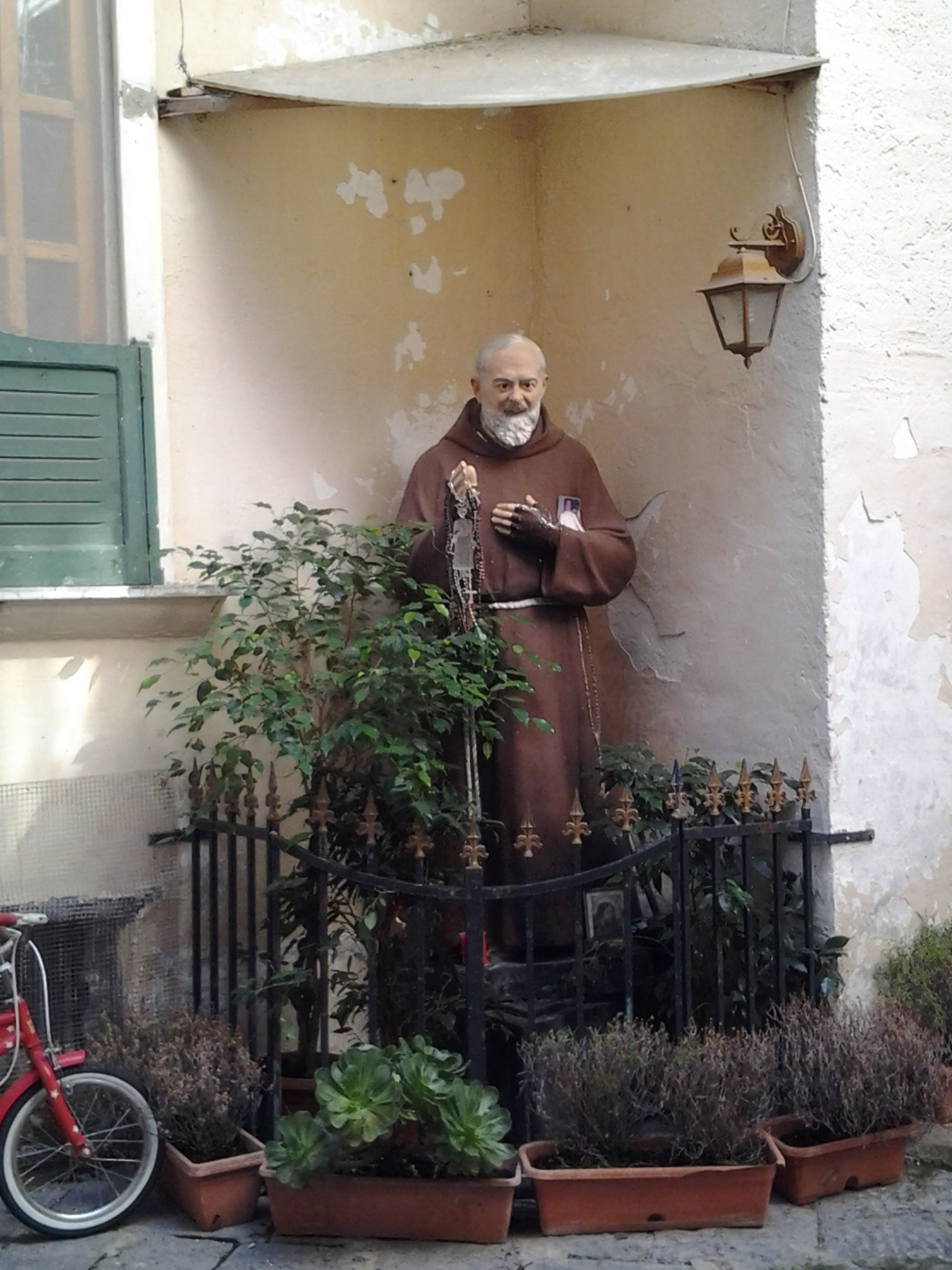
Scultura di Padre Pio in un giardino di Napoli.
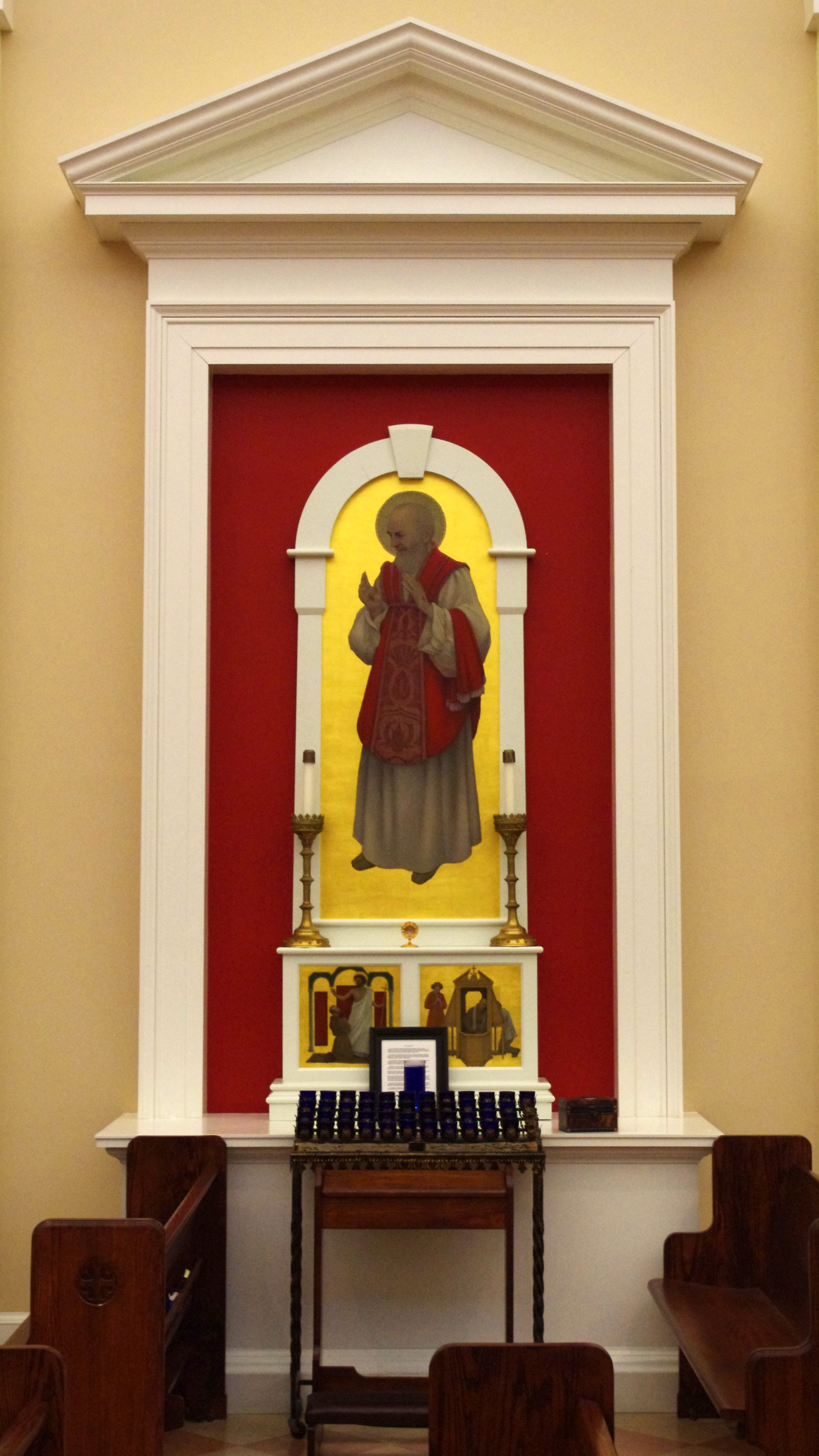
Altare con San Pio da Pietrelcina presso la All Saints Catholic Church di Walton, Kentucky, USA.
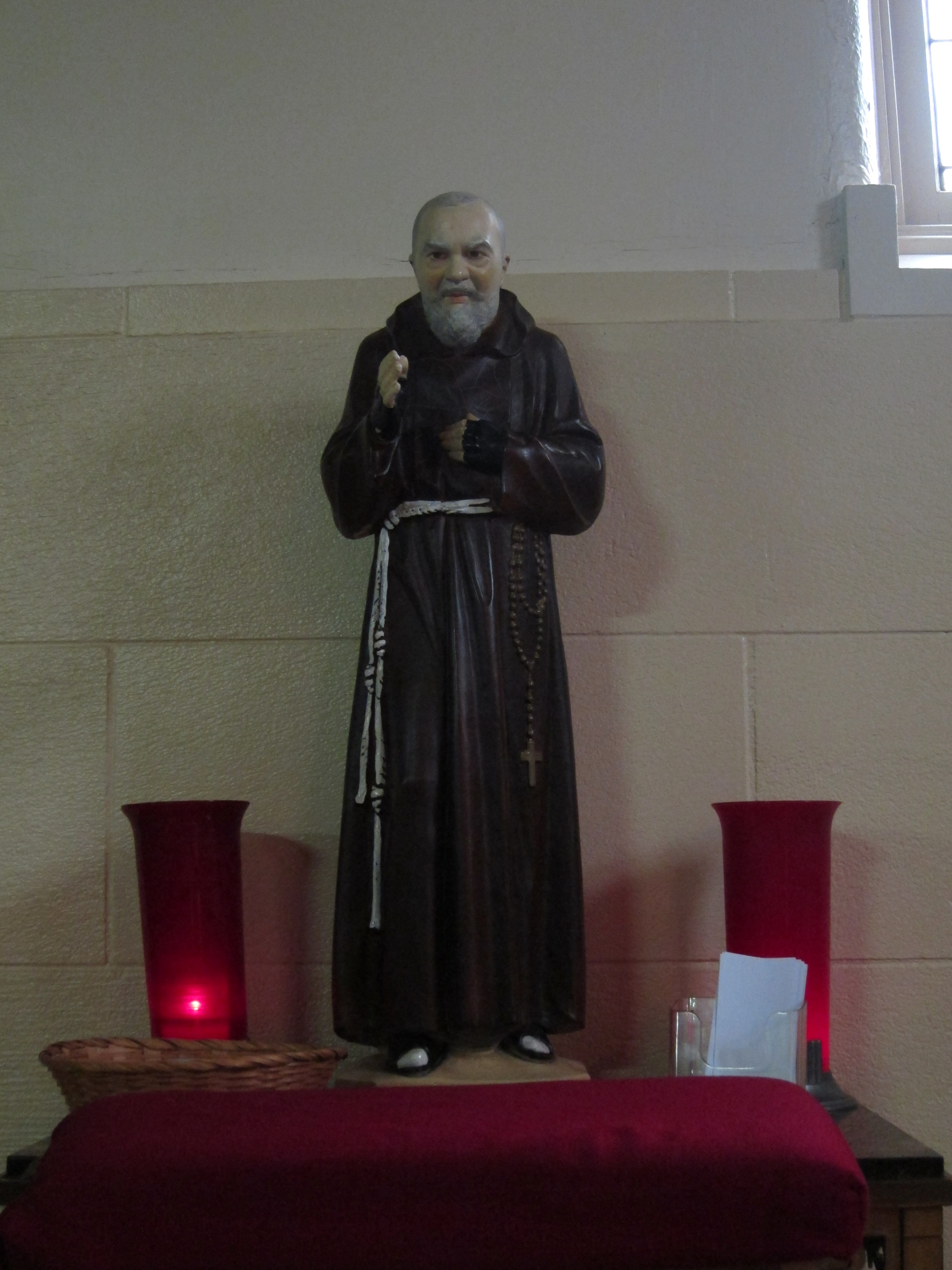
Scultura di Padre Pio a Carey, Ohio.
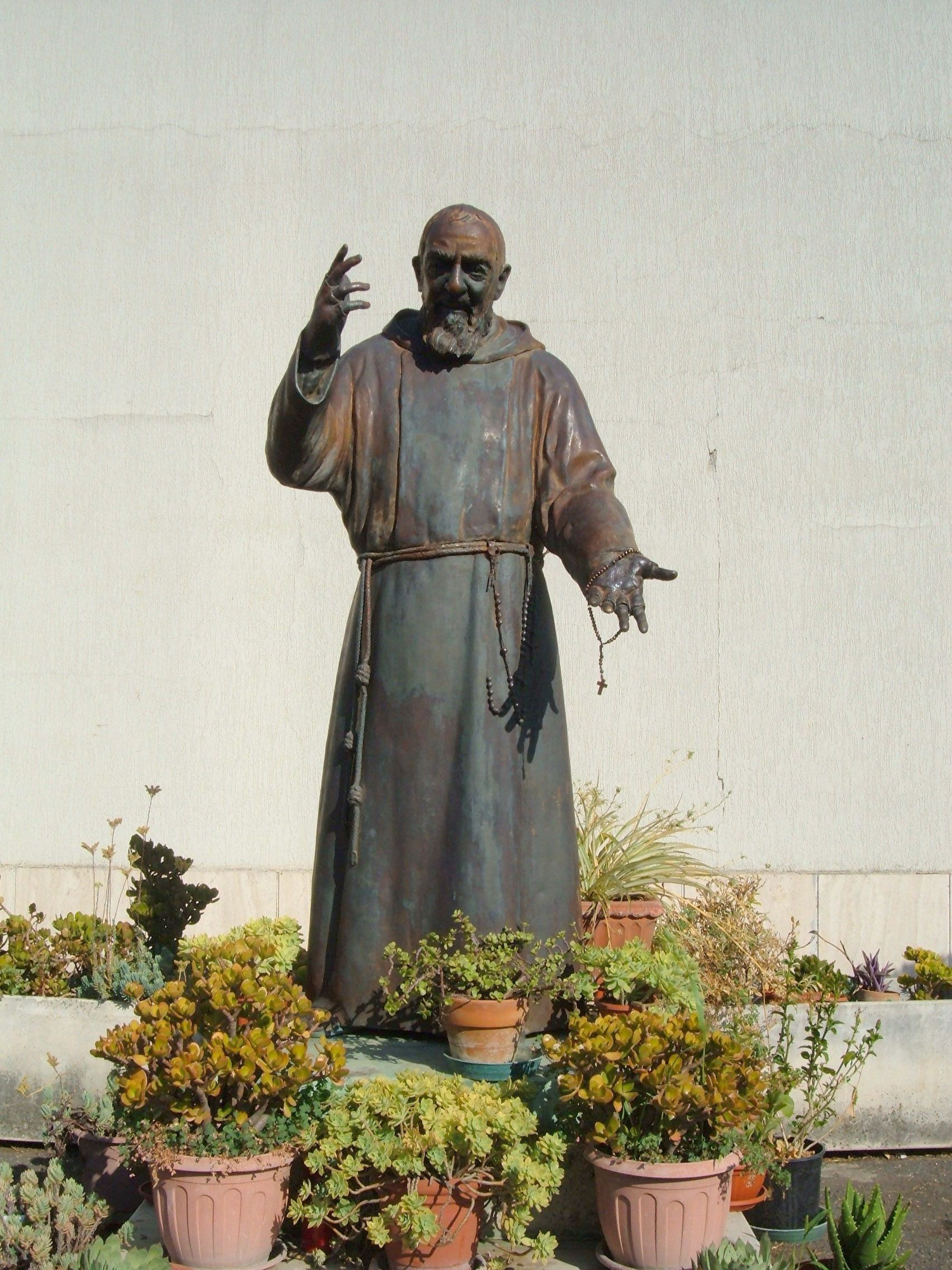
Scultura di Padre Pio a Roma.
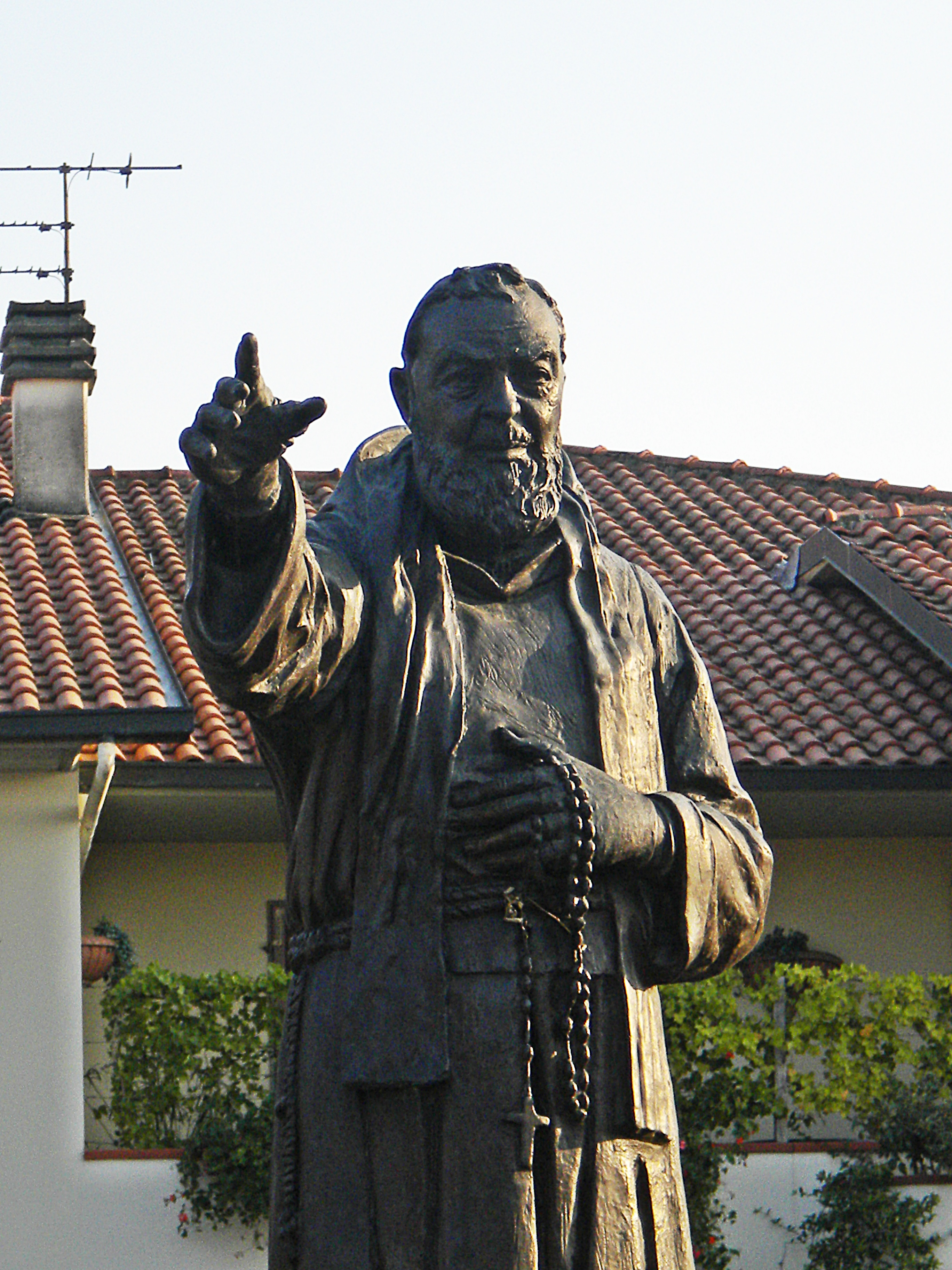
Statua di Padre Pio.
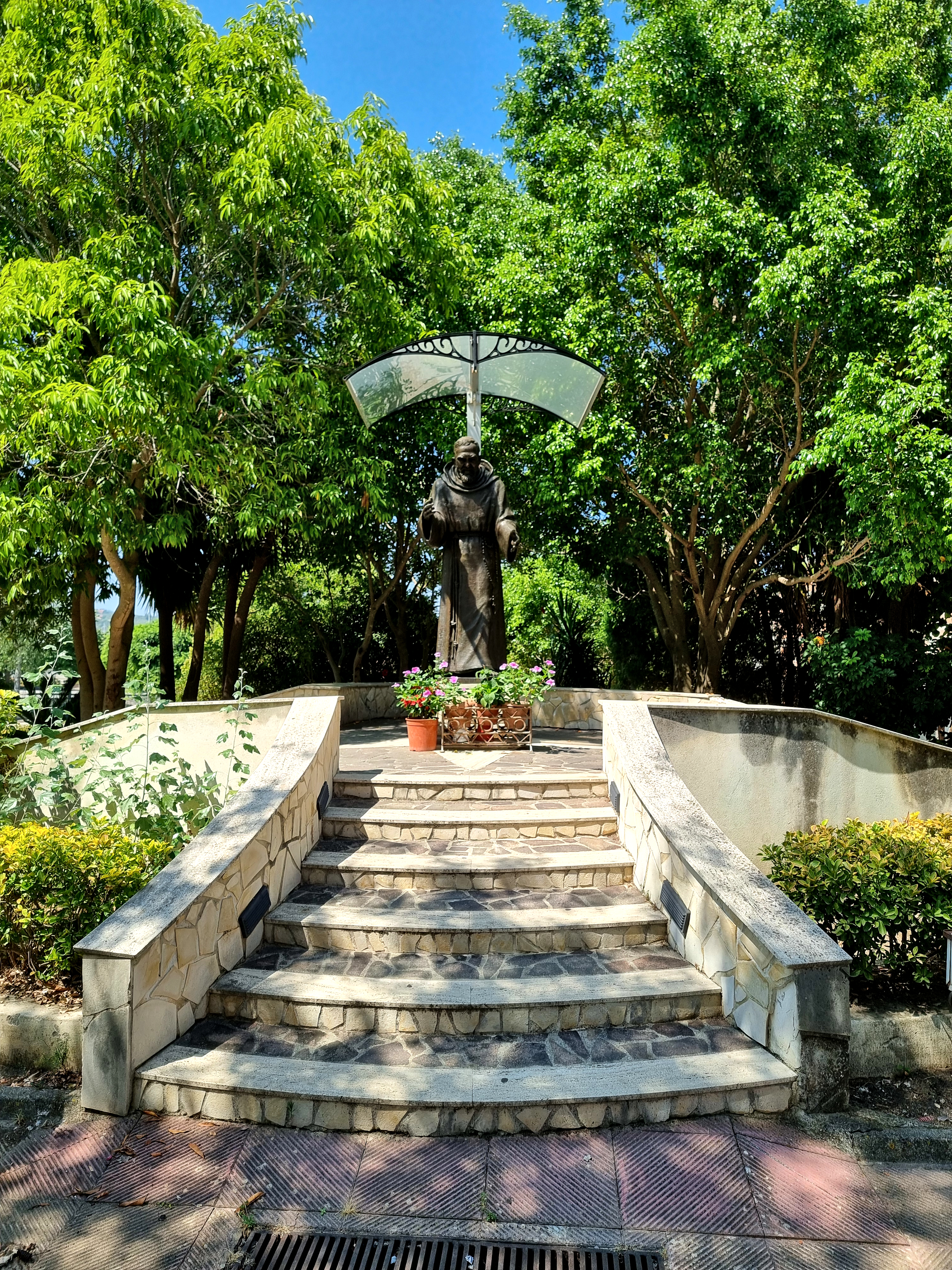
Statua di San Pio a Torregrotta, Sicilia
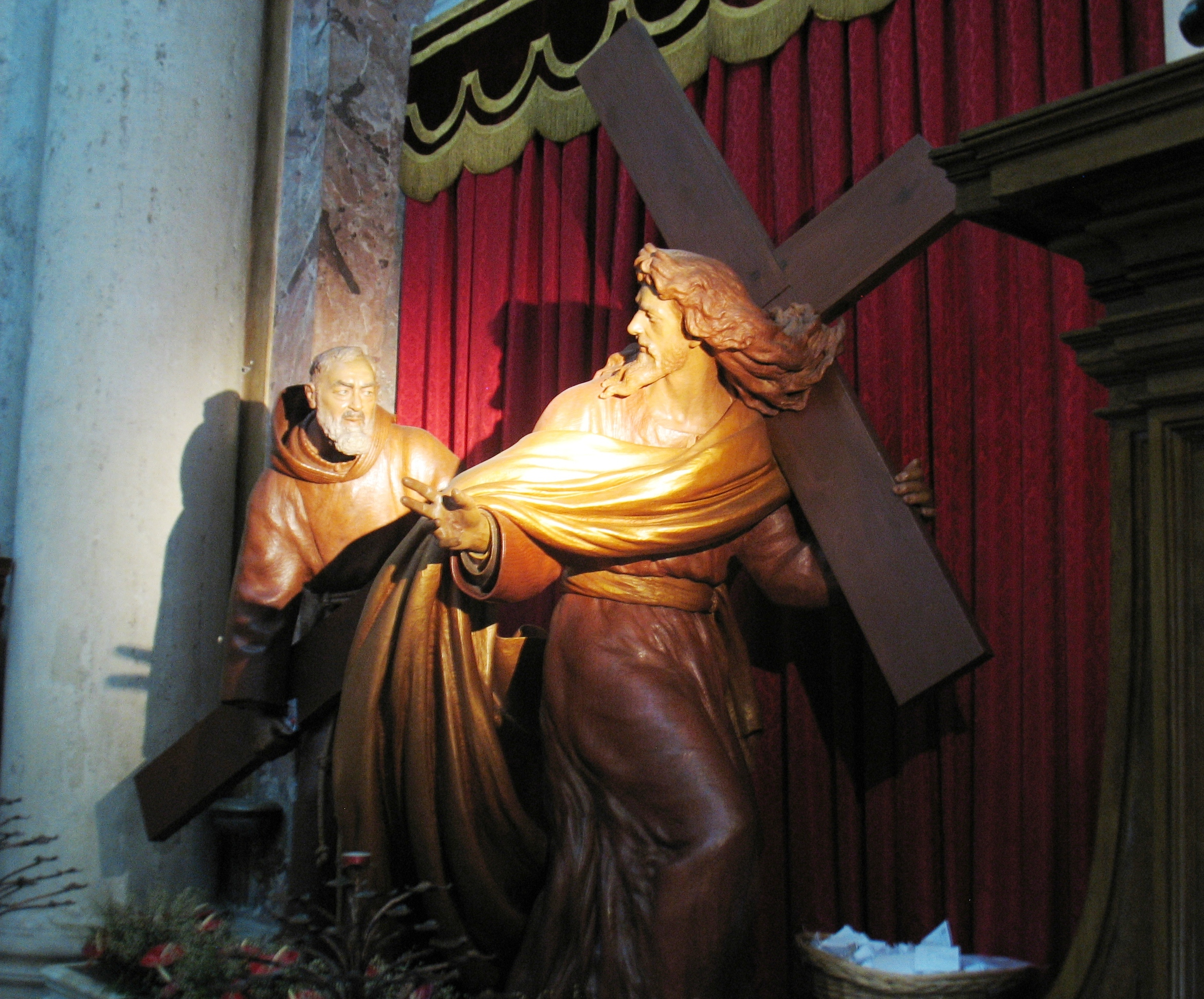
Padre Pio che aiuta Cristo a portare la croce nella chiesa di San Salvatore in Lauro a Roma.
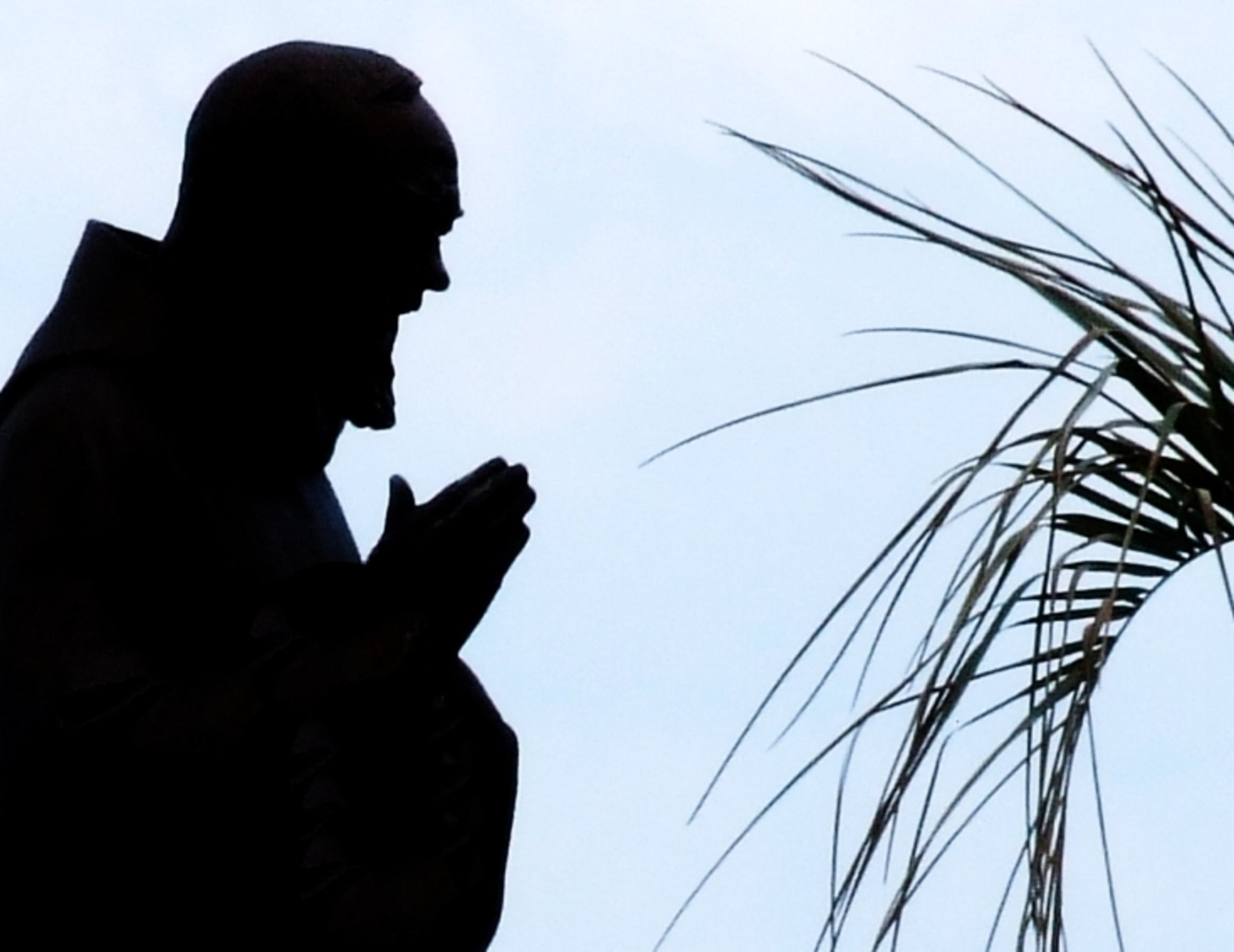
Scultura di Padre Pio a Taormina, Sicilia.
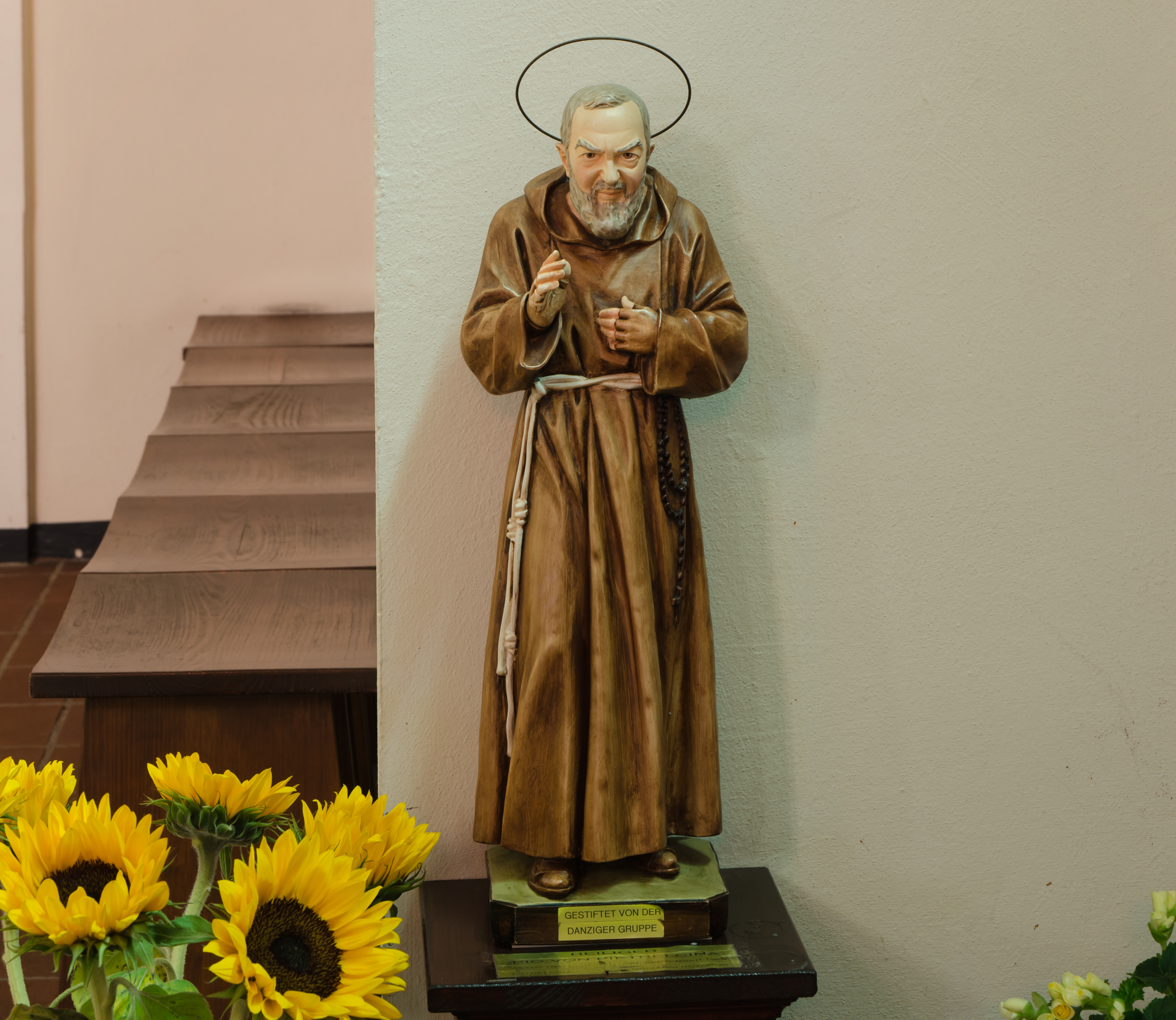
Statua nella Saint Joseph Church di Amburgo, nel quartiere di Wandsbek, Germania.
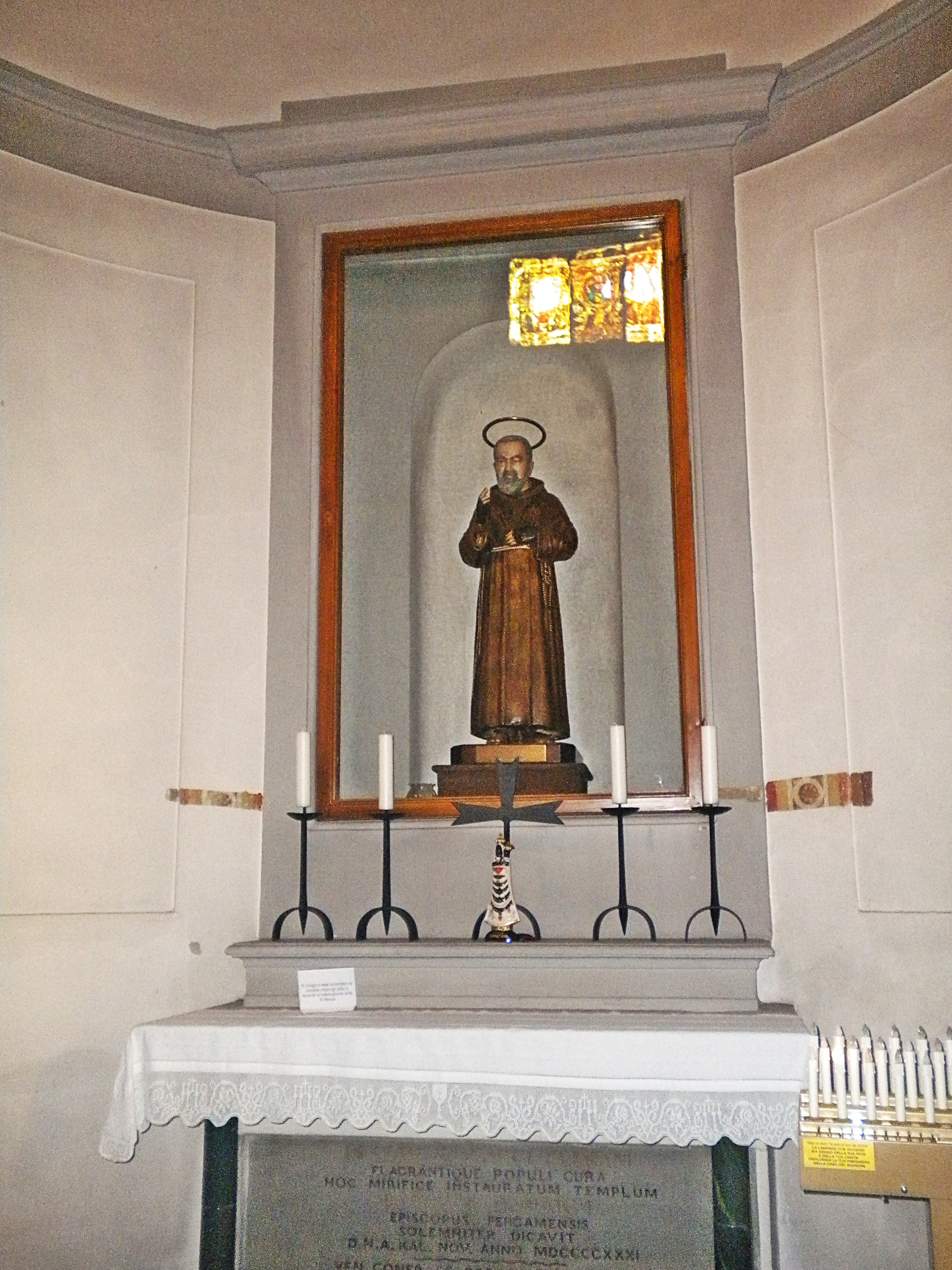
Statua in una chiesa a Barberino di Mugello, Firenze, Italia.
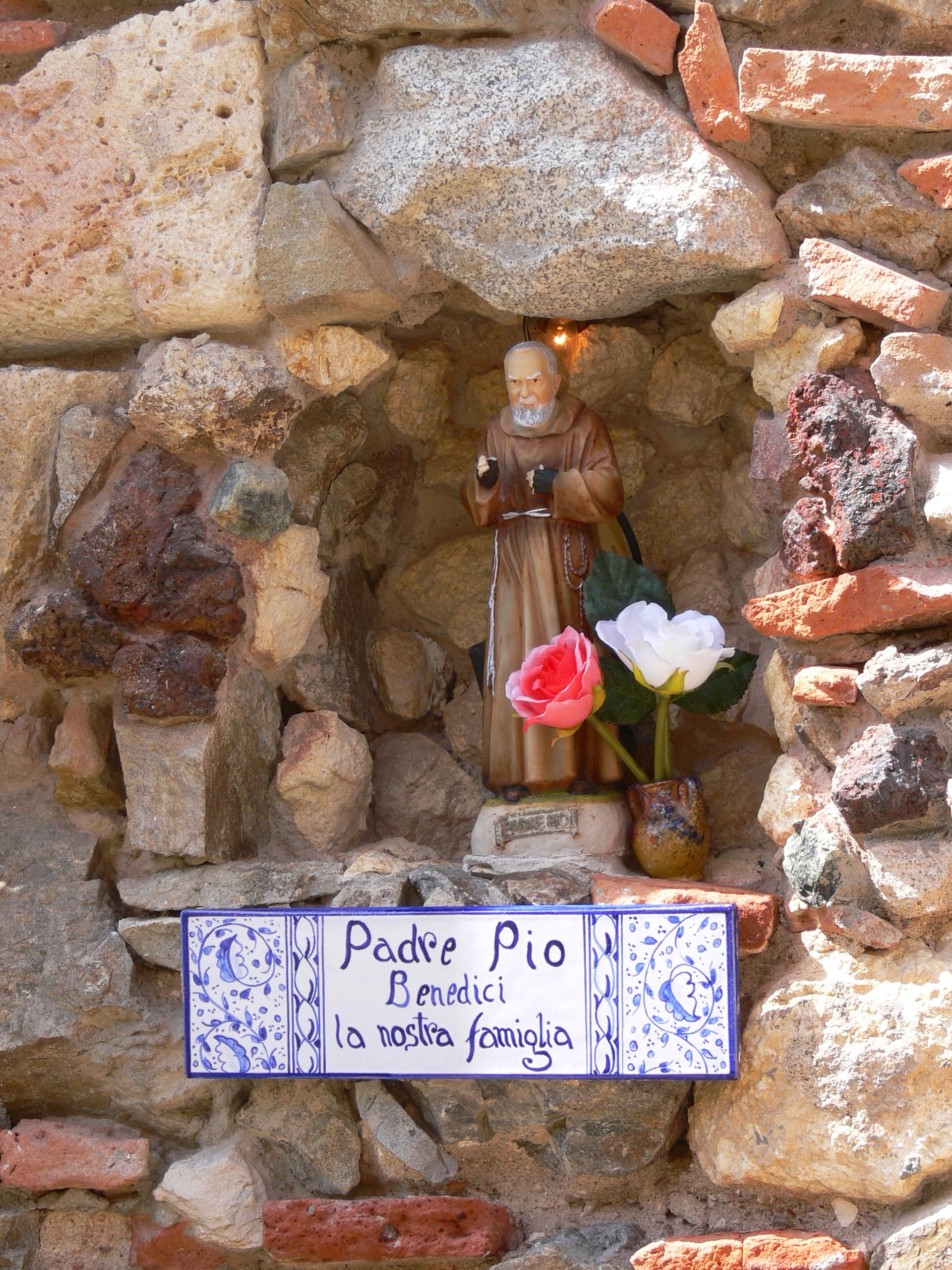
Statua di Padre Pio in una casa a Porto Azzurro.
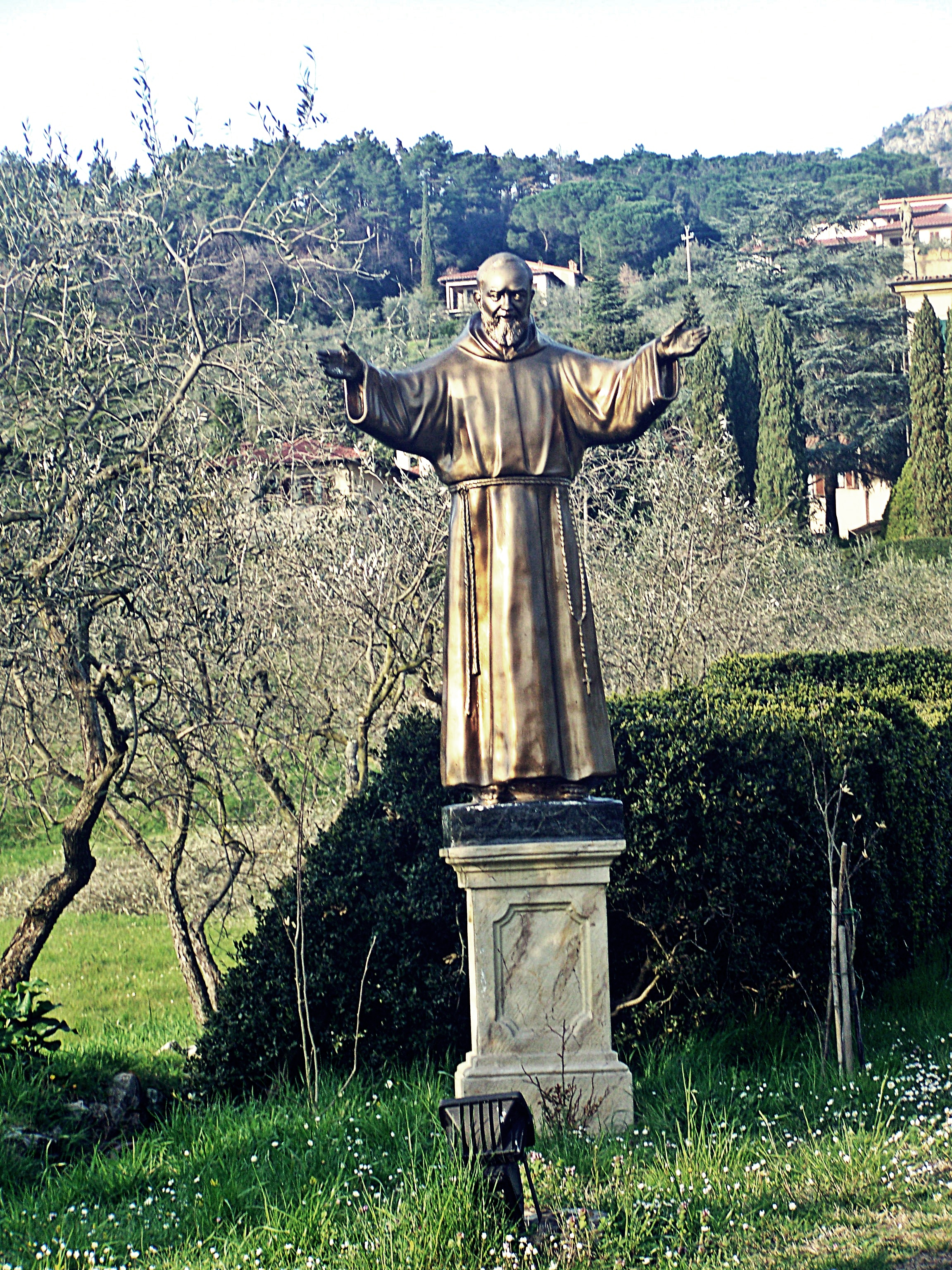
Scultura di Padre Pio a Villa di Galceto, Montemurlo
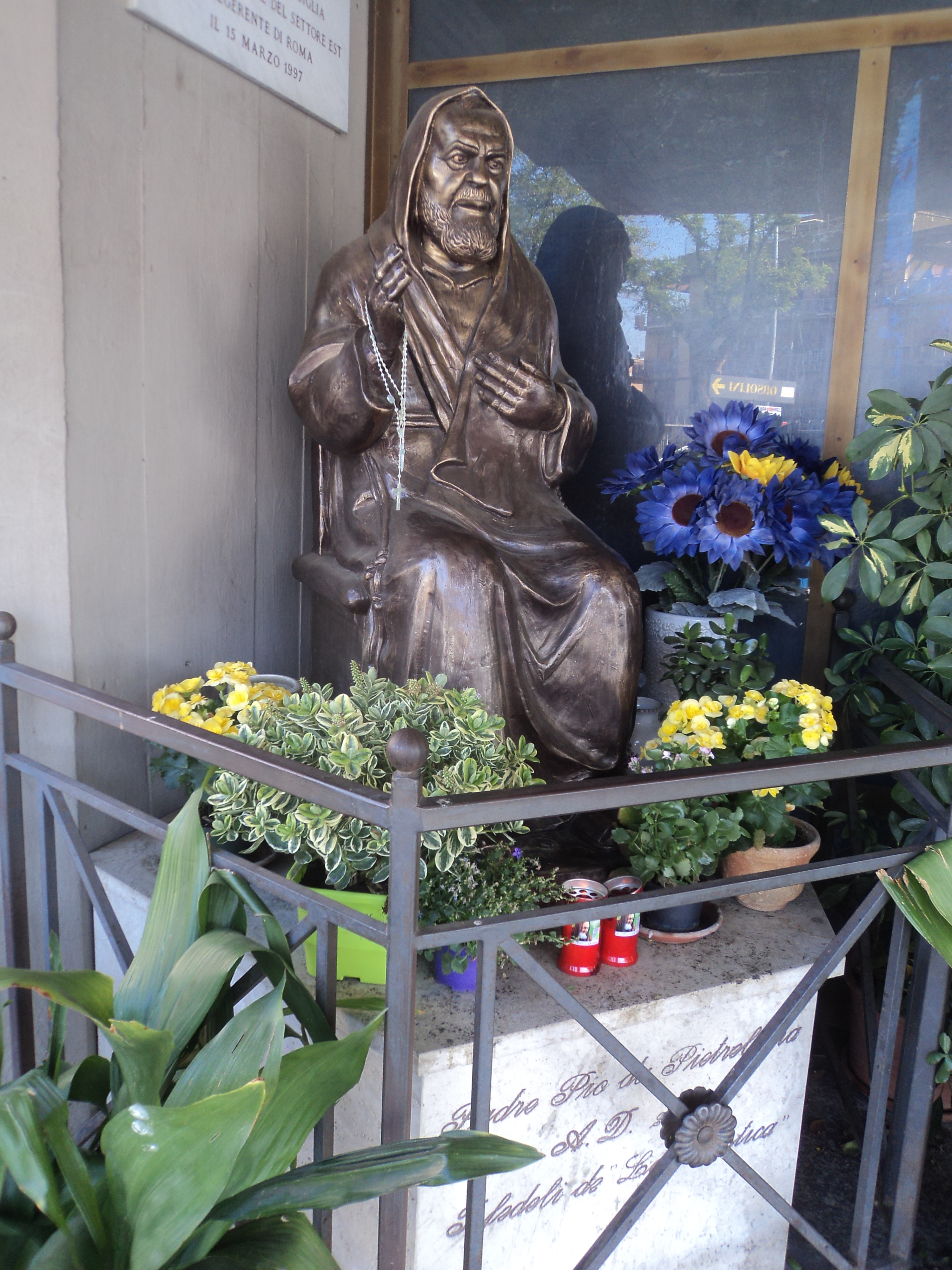
Statua nella chiesa di Nostra Signora di Czestochowa a Roma.
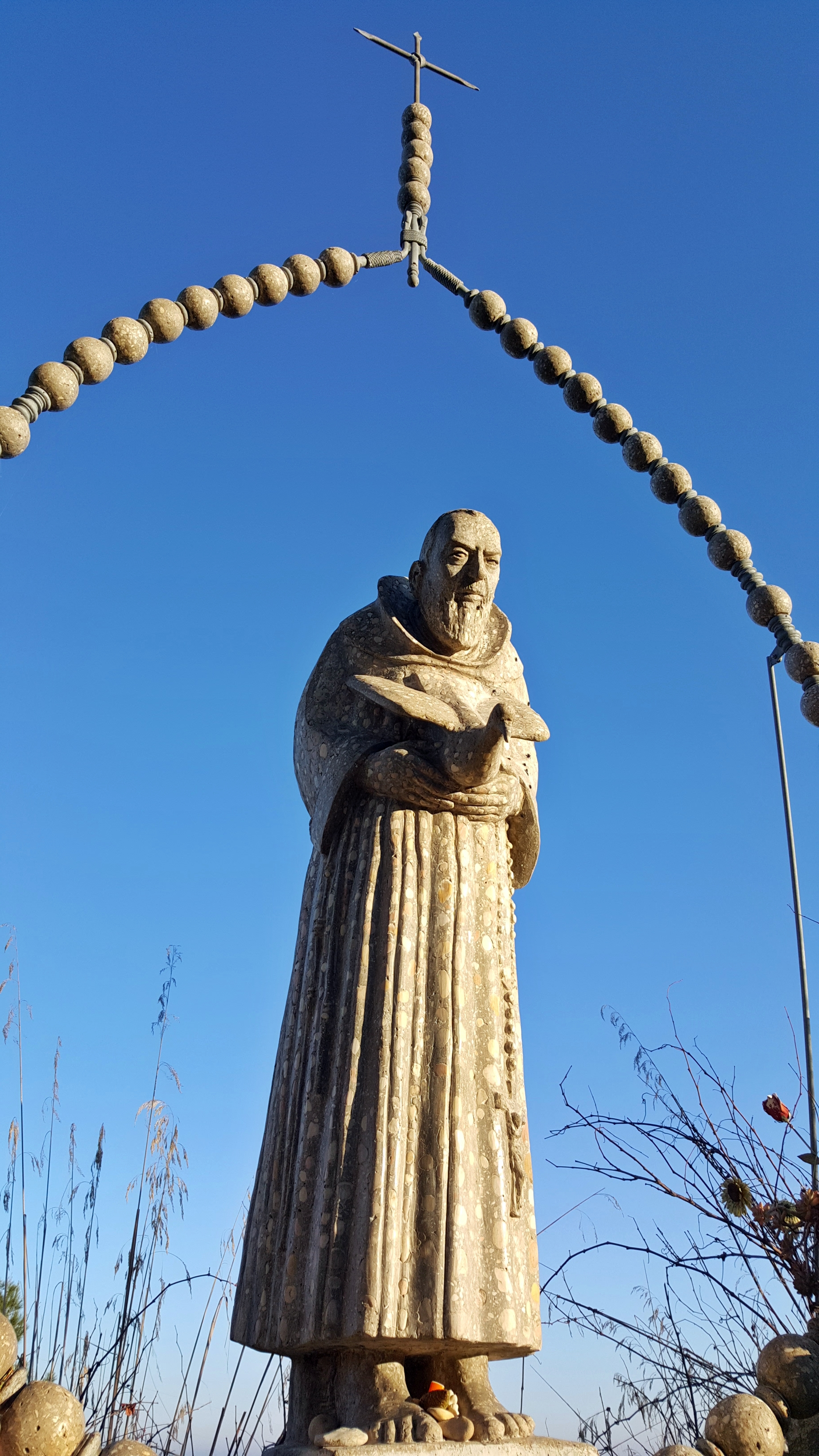
Statua di Padre Pio a San Benedetto del Tronto.